# Geschichte Rostocks

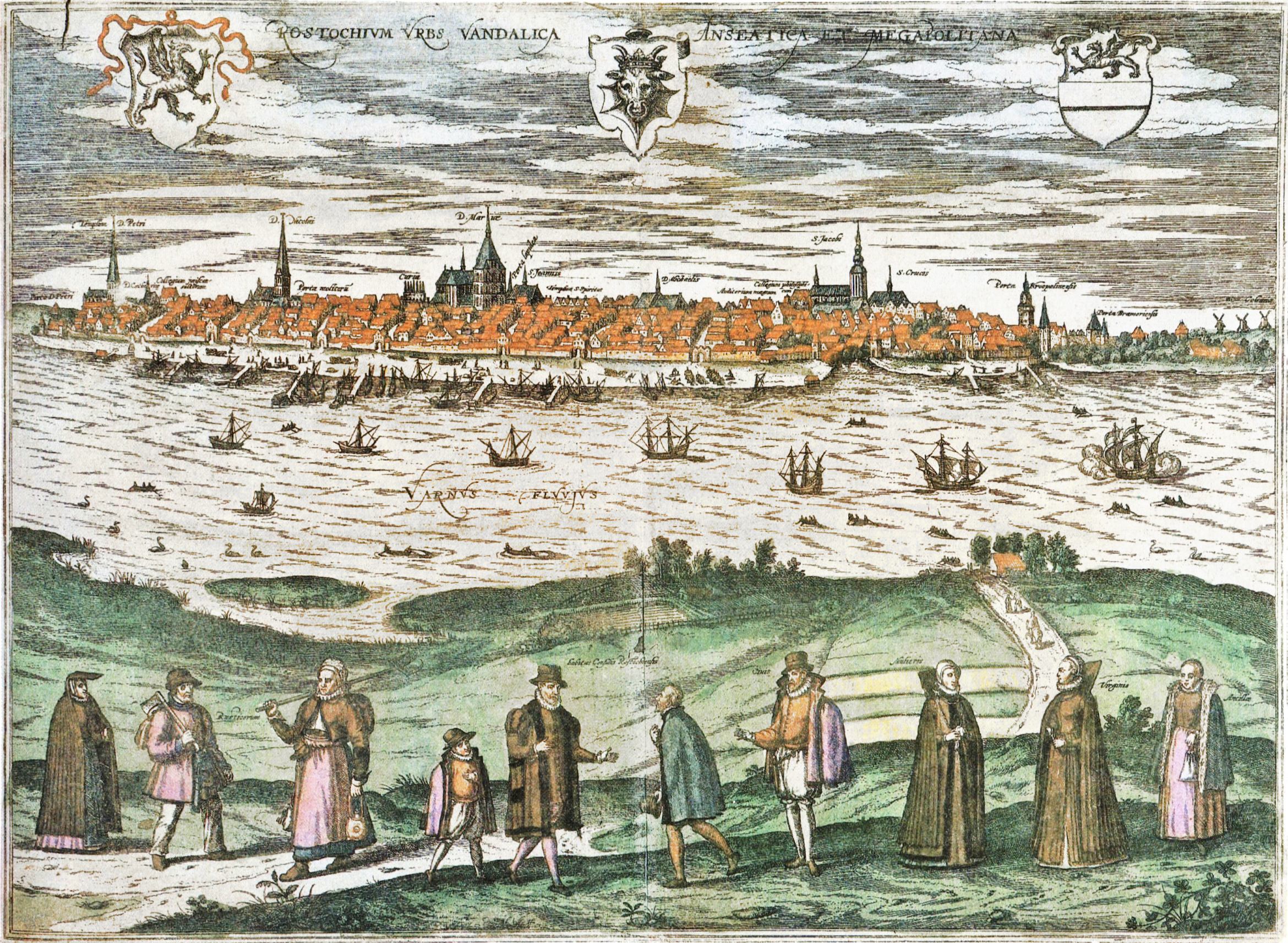
Blick von Norden über die Warnow auf die Stadt Rostock: Links die Altstadt mit der Petrikirche und der Nikolaikirche, zentral die mittelstädtische Marienkirche, im Westen (rechts) die Neustadt mit der Jakobikirche.
Kolorierter Kupferstich; Franz Hogenberg 1597

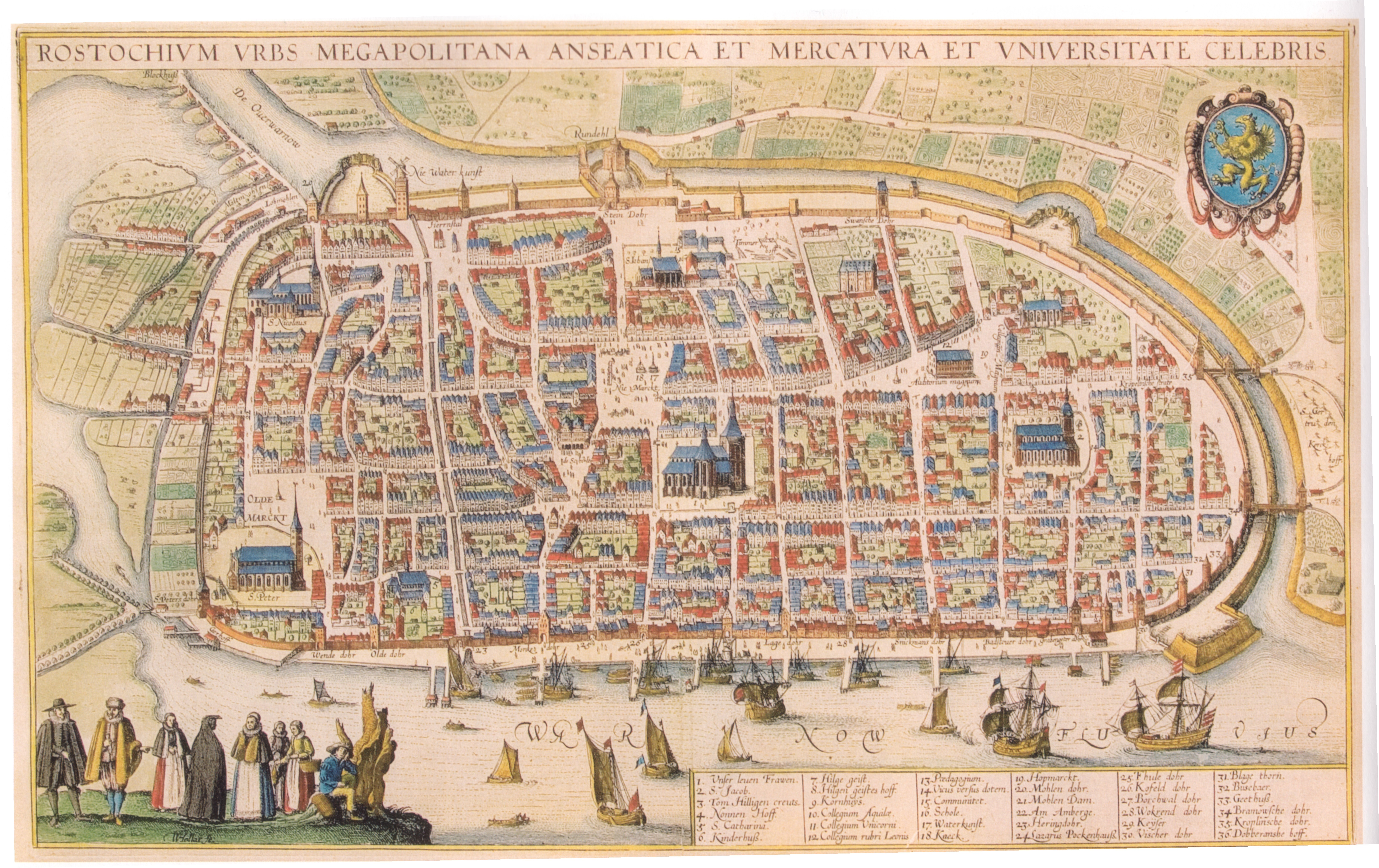
Stadtplan in der Vogelschau von Norden aus gesehen: Links die östlich durch die Warnow und westlich durch die „Grube“ begrenzte Altstadt mit Petrikirche und Altem Markt (unten) und Nikolaikirche (oben), in der Mitte die Marienkirche, darüber der Neue Markt, rechts die Jakobikirche im Westen der Stadt. Unten die breite Unterwarnow im Norden, an der der Stadthafen liegt.
Radierung; Wenzel Hollar 1624/25

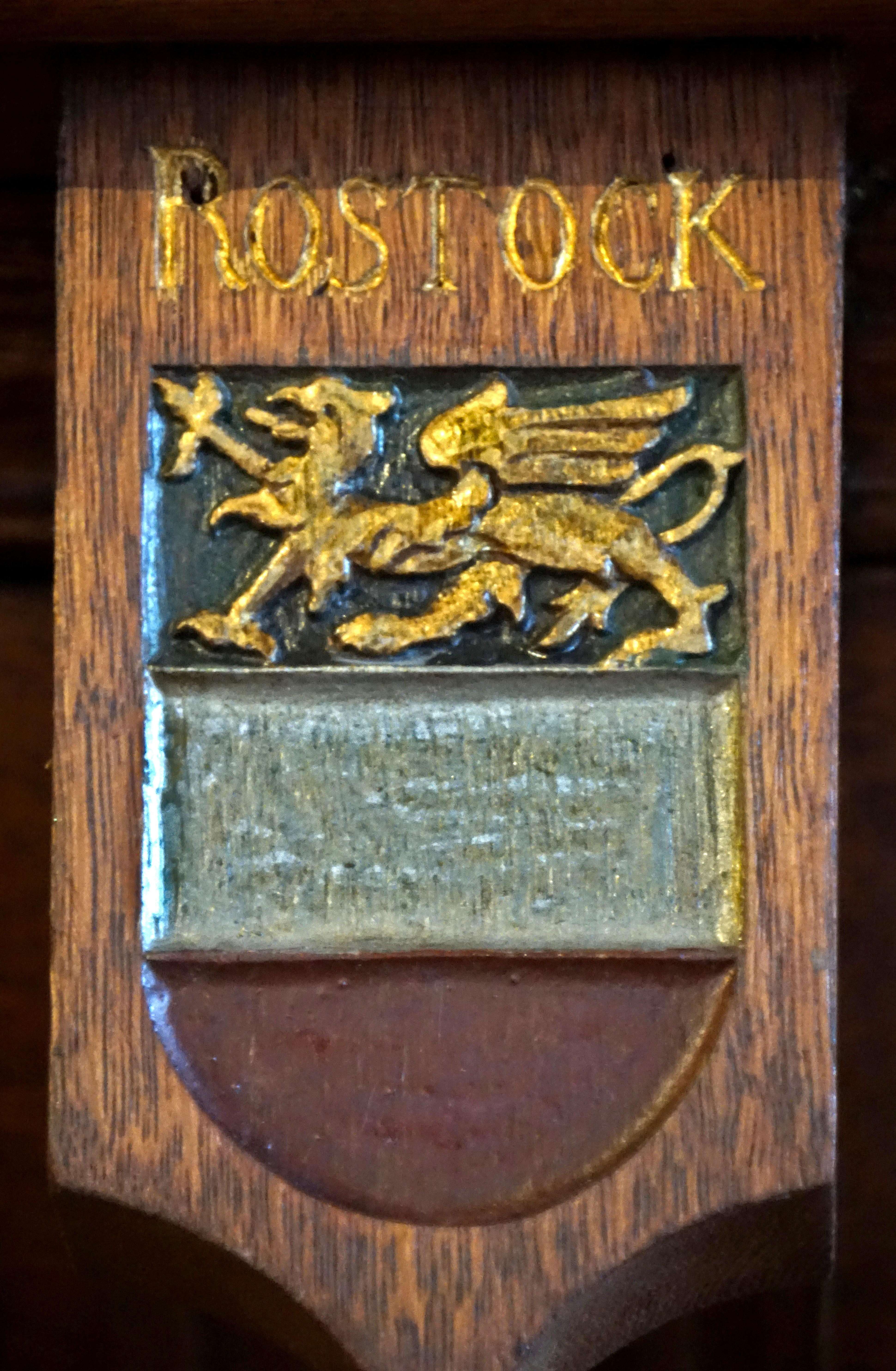
Wappen von Rostock im Plenarsaal des altstädtischen Rathauses in Danzig

Die Geschichte Rostocks ist stark von der geografischen Lage der Stadt an der Unterwarnow nahe der Mündung in die Ostsee geprägt. Um 1165 als Rozstoc erstmals erwähnt, war bereits früher dort ein slawischer Handelsplatz in ein überregionales Seehandelsnetz eingebunden. Ab dem späten 12. Jahrhundert entwickelte sich eine deutsche Siedlung, der 1218 das lübische Stadtrecht bestätigt wurde und die rasch wuchs, so dass bald drei selbstständige Teilstädte existierten, die sich in den Jahren 1262 bis 1265 vereinigten. Rostock wurde zum Zentrum der Herrschaft Rostock und war seit Mitte des 13. Jahrhunderts Mitglied der Hanse. Während der Blüte der Hansestadt, die ihren Höhepunkt im 15. Jahrhundert erreichte, wurden repräsentative Profan- und Kirchenbauten im Stil der Backsteingotik errichtet und 1419 die Universität gegründet. Als mecklenburgische Landesstadt, der nie der Schritt zur Freien Stadt gelang, ist die Geschichte Rostocks von einem ständigen Gegen- und Miteinander mit den mecklenburgischen Herzögen geprägt. Dabei standen vor allem die wirtschaftlichen Interessen der Stadt den politischen und militärischen der Landesherren gegenüber. 1531 führte der Rat der Stadt offiziell die Reformation ein.
Mit dem Niedergang der Hanse, dem Dreißigjährigen Krieg und einem Stadtbrand im Jahre 1677 sank Rostock in die Rolle einer Provinzstadt zurück, blieb jedoch das geistige und wirtschaftliche Zentrum Mecklenburgs. Die Industrialisierung setzte in Rostock relativ spät ein. In der Zeit des Nationalsozialismus wurden Rostock und Warnemünde ab Mitte der 1930er Jahre mit den Heinkel- und Arado Flugzeugwerken zu Zentren der Rüstungsindustrie und in dieser Folge auch erste Ziele des Luftkriegs im Zweiten Weltkrieg, der die Stadt schwer in Mitleidenschaft zog. In der DDR war Rostock Bezirksstadt und wurde systematisch ausgebaut. Seit der Deutschen Wiedervereinigung ist Rostock mit über 208.000 Einwohnern (2018) größte Stadt des Bundeslandes Mecklenburg-Vorpommern und als eines der vier Oberzentren des Landes mehr als doppelt so groß wie die Landeshauptstadt Schwerin. Im Jahr 2018 feierte die Stadt ihr 800-jähriges Jubiläum, im Jahr 2019 das 600-jährige Bestehen der Universität.

## Name
Die slawischen Kyzziner vom Stammesverband der Wilzen hatten um 600 dort Siedlungen. Sie nannten das Auseinanderfließen der Warnow rastokŭ. Dieser altpolabische Name lässt sich übersetzen in auseinander für roz und Fluss für tok.
Der Name hat sich im Laufe der Jahrhunderte nur leicht verändert; um 1165 wurde erstmals Rozstoc erwähnt. Die Burg wurde 1171 Urbs Rozstoc, das Castrum 1182 Rostoch genannt. Weitere Varianten: 1189: Rotstoc und Rotstoch, 1218 Rozstoc, 1219 Roztoc, 1240 Rostok und um 1366 schließlich Rostock. Dort wo die Warnow, früher Varnowa in die Ostsee mündet, liegt folgerichtig Warnemünde. Varna bzw. varn bedeutet Krähe, bzw. Rabe.
Historisch wurde Rostock auch bei seinen gräzisierten oder latinisierten Namen genannt: Rhodopolis bzw. Rostochium.
Ab 1990 trug die Stadt den Namenszusatz Hansestadt. Am 18. März 2016 wurde durch das Innenministerium Mecklenburg-Vorpommerns der Namenszusatz Hanse- und Universitätsstadt genehmigt. Laut Beschluss der Bürgerschaft führt Rostock diesen Namenszusatz ab dem 1. Januar 2018.

## Mittelalter

### Vor- und Frühgeschichte

Rostock zur Zeit der Kessiner
nach L. Krause, 1924

Die Vorgeschichte Mecklenburgs ist bis zur Mitte des ersten Jahrtausends unserer Zeit durch germanische Besiedlung geprägt. Im Zuge der Völkerwanderung wanderten etwa ab dem 6. und 7. Jahrhundert slawische Stämme in den südlichen Ostseeraum, das Gebiet um die Unterwarnow bevölkerten die Kessiner. Rechts der Warnow, zwischen dem heutigen Dierkow und Gehlsdorf, sind ab dem 8. Jahrhundert Handwerker- und Handelsplätze archäologisch belegt. Neben zahlreichen Funden handwerklicher Erzeugnisse hat man Reste von Block- und Flechtwerkhäusern gefunden, die bis zu acht Metern lang und ähnlich breit waren. Aus Skandinavien sowie dem fränkischen Raum und der Eifel stammende Gegenstände beweisen, dass die Dierkower Siedlung ein (See-)Handelsort von überregionaler Bedeutung gewesen sein muss.

### Slawische Fürstenburg und Heinrich der Löwe
Spätestens im 12. Jahrhundert existierte in den Niederungen des rechten Warnowufers eine slawische Fürstenburg der zum Stamm der Liutizen gehörenden Kessiner mit einer frühstädtischen Marktsiedlung. Noch in Quellen des 13. Jahrhunderts wurde dieser Handwerker- und Handelsplatz als Wendische Wik bezeichnet.
Die wohl früheste überlieferte Erwähnung Rostocks findet sich in der isländischen Knýtlinga-Saga (um 1260), in der von der Landung Knuts des Großen (994/995–1035) bei Raudstokk berichtet wird, womit allerdings auch die Odermündung gemeint sein könnte.
Als erster sicherer Beleg Rostocks gilt daneben die Chronik Gesta Danorum des Dänen Saxo Grammaticus (um 1200). Andere frühe Chroniken sind die Slawenchroniken von Helmold von Bosau (um 1170) und von Arnold von Lübeck (um 1210).
Saxo Grammaticus berichtet, wie 1160 der Abodritenfürst Niklot im Abwehrkampf gegen den Sachsenherzog Heinrich den Löwen südlich von Rostock bei der Burg Werle fiel. Niklots Söhne Pribislaw und Wertislaw wurden zeitweise aus dem Abodritenland vertrieben. Im folgenden Jahr zerstörte der mit den Sachsen verbündete dänische König Waldemar I. die slawische Fürstenburg Rostock (urbs roztoc).
1167 unterwarf sich Pribislaw Heinrich dem Löwen und wurde daraufhin von ihm mit einem großen Teil Westmecklenburgs belehnt, jedoch ohne die Grafschaft Schwerin. So konnte er einen beträchtlichen Teil der Herrschaft seines Vaters zurück erlangen und errichtete um 1170 die Burgen Mecklenburg, Ilow und Rostock neu. Allmählich entwickelte sich Rostock zu einem zweiten Schwerpunkt des Landes Mecklenburg neben der nahegelegenen Burg Kessin.
Nach einer gemeinsamen Pilgerfahrt von Heinrich und Pribislaw 1172 nach Jerusalem vermählte Heinrich eine seiner Töchter mit Pribislaws Sohn Borwin I. (1178–1227).
Während Pribislaw seine Herrschaft durch ein hohes Maß an Weitsicht sicherte, entwickelte sich später zwischen seinem Sohn Borwin I. und Nikolaus I., dem Sohn Wertislaws, ein Konflikt um die Herrschaftsnachfolge, die bis zum offenen Krieg führte. Ein Siegel aus dieser Zeit zeigt Nikolaus als Fürsten von Rostock (nicolaus de roztoc), als reitenden Krieger mit Schwert.

### Deutsche Siedlung und Stadtwerdung

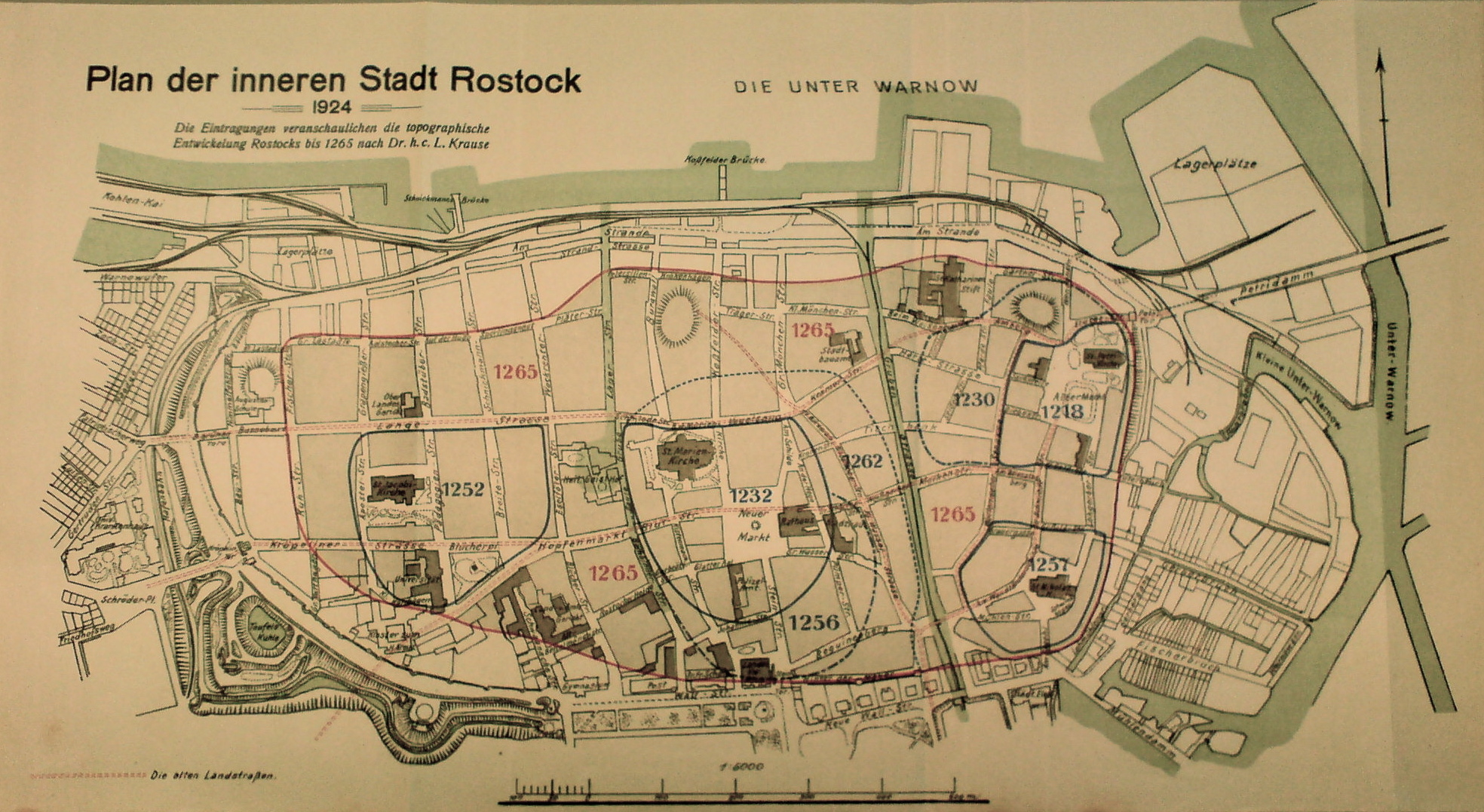
Krauses Deutung der Stadtentwicklung von 1924 ist nicht unumstritten

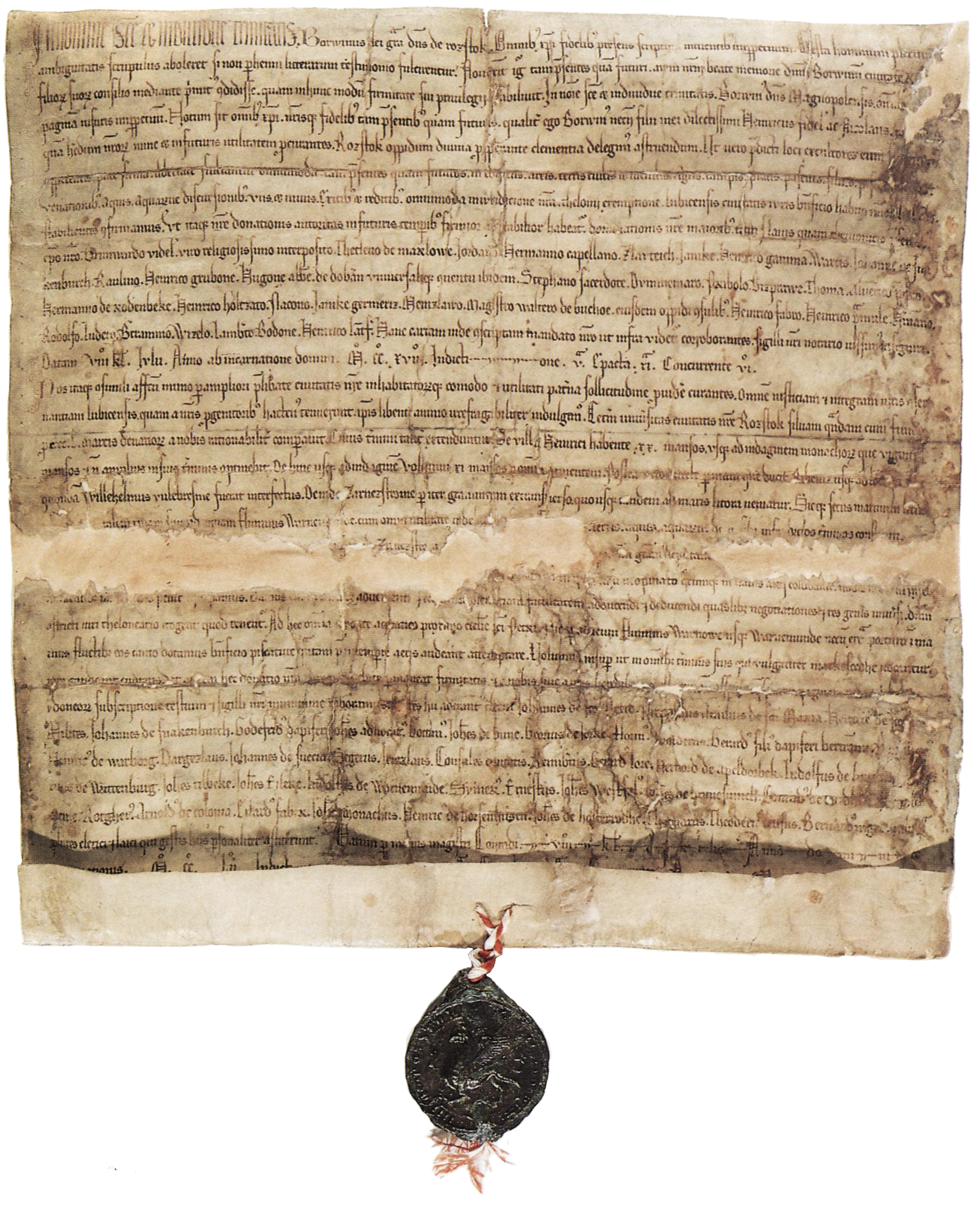
Bestätigung des lübischen Stadtrechts von 1218

Nachdem 1160/61 die Fürstenburg Rostock zerstört worden war, wurden die Burg und ein Handwerkerwiek wahrscheinlich rechts der Warnow wieder aufgebaut. Noch im 12. Jahrhundert hatten sich aber auch auf dem hochgelegenen linken Warnowufer Handwerker und Kaufleute niedergelassen, darunter Holsteiner, Sachsen, Westfalen, Dänen und Slawen. Diese Siedlung auf dem Hügel um die spätere Petrikirche und den Alten Markt bildete den Ausgangspunkt der Stadtwerdung Rostocks. Die erste urkundliche Erwähnung Rostocks stammt von 1189, als Nikolaus den Mönchen des 1186 gegründeten Klosters Doberan Zollfreiheit auf dem Rostocker Markt gewährte. Die Erwähnung einer Clemens-Kirche mit deutschem Priester weist dabei auf die Christianisierung der Siedlung hin.
Nach der Bestätigung des lübischen Stadtrechts durch Heinrich Borwin I. vom 24. Juni 1218 folgte eine Erweiterung der Siedlung nach Süden mit der Nikolaikirche als Mittelpunkt. 1232 wird die Marienkirche erstmals urkundlich als Pfarrkirche einer selbstständigen Siedlung erwähnt, die sich westlich, jenseits eines Warnowzuflusses („Grube“), an die ältere Stadt anschloss und über einen eigenen Markt und ein Rathaus verfügte. Nach einer neuerlichen Ausdehnung in Richtung Westen über die „Faule Grube“ als weitere natürliche Begrenzung entstand um 1252 die Neustadt als dritte eigenständige Siedlung, deren Mittelpunkt die Jakobikirche war. Von 1262 bis 1265 vereinigten sich die Siedlungen. Der mittlere Siedlungskern wurde zum Verwaltungszentrum der Stadt, in dem der Stadtrat und das Gericht ihren Sitz hatten und das Rathaus nach Lübecker Vorbild erbaut wurde.

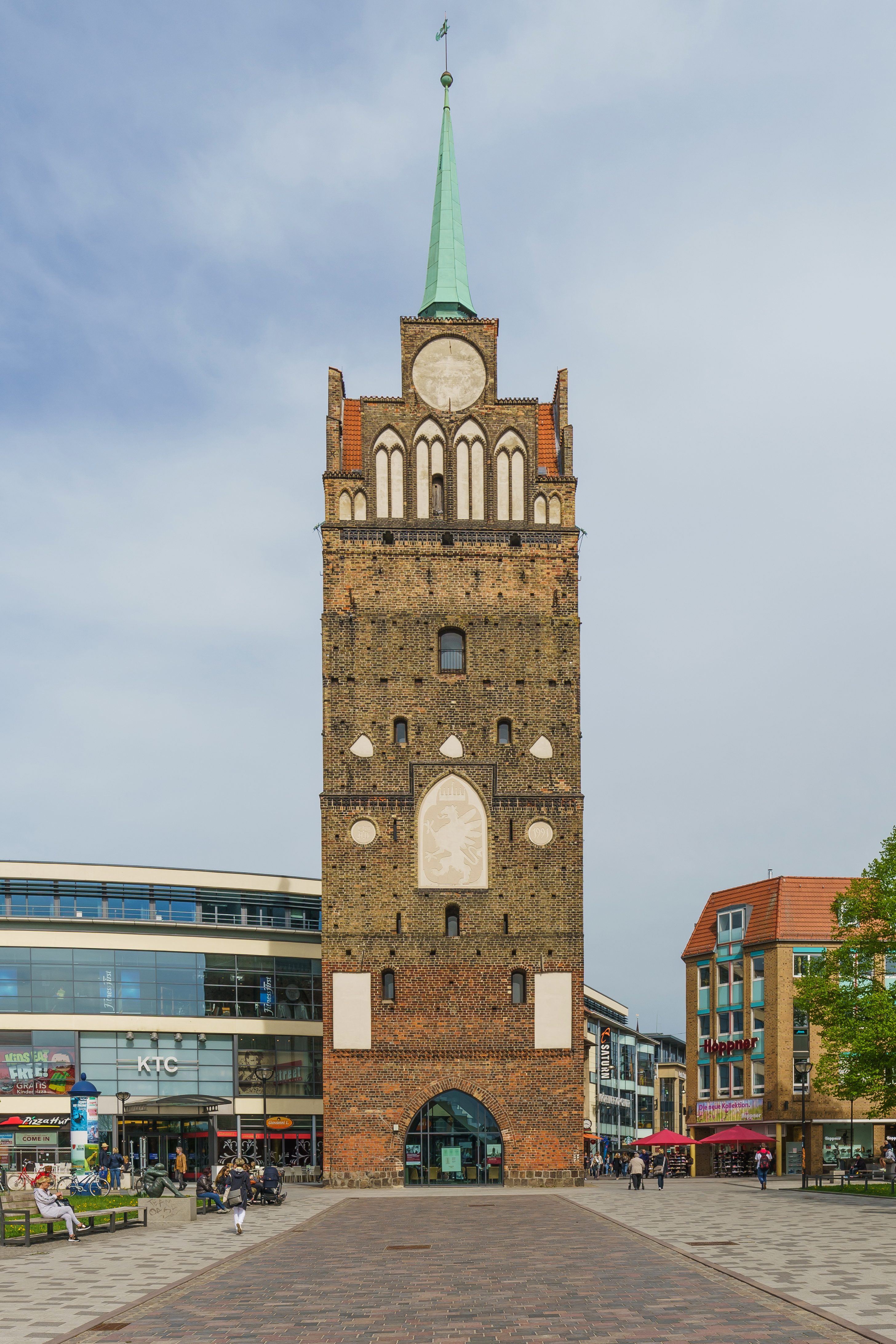
Das Kröpeliner Tor am westlichen Stadtausgang. Zustand seit 1945

Während die „Wendische Wyk“ ihren Niedergang erlebte und Fürst Nikolaus das Kind seinen Besitz rechts der Warnow 1286 an die Stadt verkaufte, die an der aufgelassenen Burgstelle eine Ziegelei einrichtete, wuchs der städtische Bereich auf der linken Warnowseite bis zur Mitte des 13. Jahrhunderts so rasant an, dass der beanspruchte Raum bis in das frühe 19. Jahrhundert nicht mehr erweitert werden musste.
Auch die beiden Stadtbrände von 1250 und 1265 konnten diesen Aufschwung nicht bremsen. Gestärkt wurde die Stellung Rostocks durch den Erwerb von Rechten, wie das Fischereirecht auf der Unterwarnow, und den Kauf der Rostocker Heide, die als riesiger Stadtforst den enormen Holzbedarf deckte und Platz für die umfängliche Schweinemast Rostocks bot.
Gleichzeitig entwickelte sich die Stadt zum Zentrum der Herrschaft Rostock. Die Straßennamen „Amberg“ an der Petrikirche und „Burgwall“ bei der Marienkirche scheinen darauf hinzuweisen, dass befestigte landesherrliche Höfe in der Stadt angelegt wurden. Die dänische Lehnshoheit über Mecklenburg, die Waldemar II. 1214 Kaiser Friedrich II. abgerungen hatte, endete 1227 nach der Schlacht bei Bornhöved und dem Tod Heinrich Borwins II. 1229 wurde das Land durch die mecklenburgische Hauptlandesteilung unter dessen Söhnen aufgeteilt und Heinrich Borwin III. wurde Territorialherr über die Herrschaft Rostock.
Der rasche Aufstieg Rostocks zur bedeutendsten Stadt Mecklenburgs ging im 13. Jahrhundert mit dem Schwinden der Landes- und Stadtherrschaft der Herren von Rostock einher, während gleichzeitig im Deutschen Reich die Macht des Königs zur Zeit des Interregnums 1254–1273 auf einem Tiefpunkt angelangt war. Der Vogt verlor zunehmend an Einfluss gegenüber dem Stadtrat, der aus einem exklusiven Kreis ratsfähiger Geschlechter der wohlhabenden Kaufmannschaft gebildet wurde. Ab 1289 sind Bürgermeister nachweisbar.
Während die Burgwälle der landesherrlichen Burgen in und um Rostock abgetragen wurden, errichtete Rostock eine sieben Meter hohe und bis zu einem Meter breite steinerne Stadtmauer, die eine Fläche von ungefähr 1 km² umschloss. In drei Metern Höhe konnten, falls erforderlich, hölzerne Wehrgänge angelegt werden. Zur Stadtbefestigung gehörten 22 Stadttore, von denen heute noch das Steintor, das Kröpeliner Tor, das Mönchentor und das Kuhtor existieren. Wie sehr Rostock auf den Seehandel ausgerichtet war, ist daran zu erkennen, dass mehr als die Hälfte der Stadttore auf die Hafenanlagen an der Unterwarnow führte.

### Hansestadt

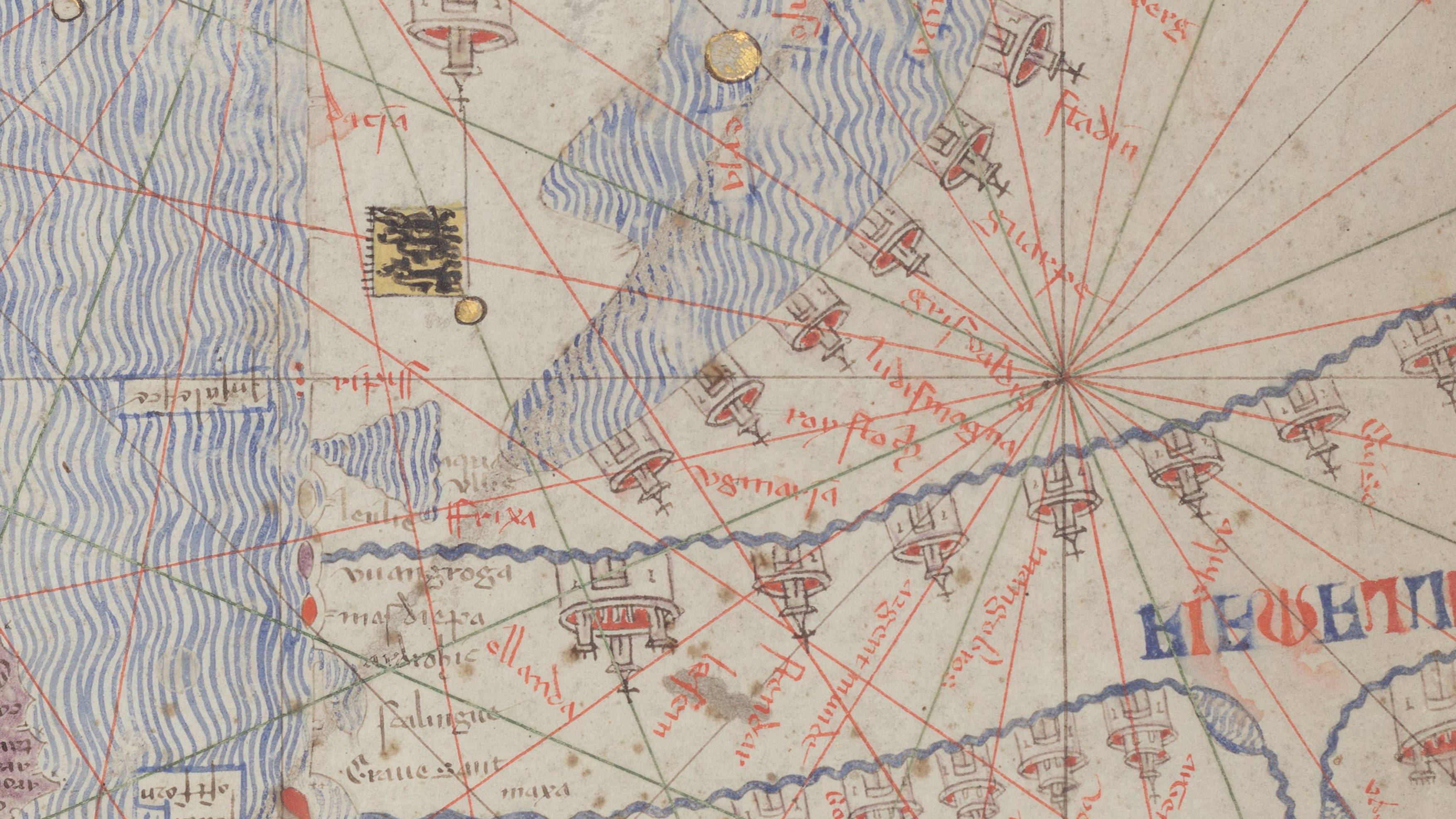
Rostock (Roystoch) als Hafen- und Hansestadt im Katalanischen Weltatlas, um 1375

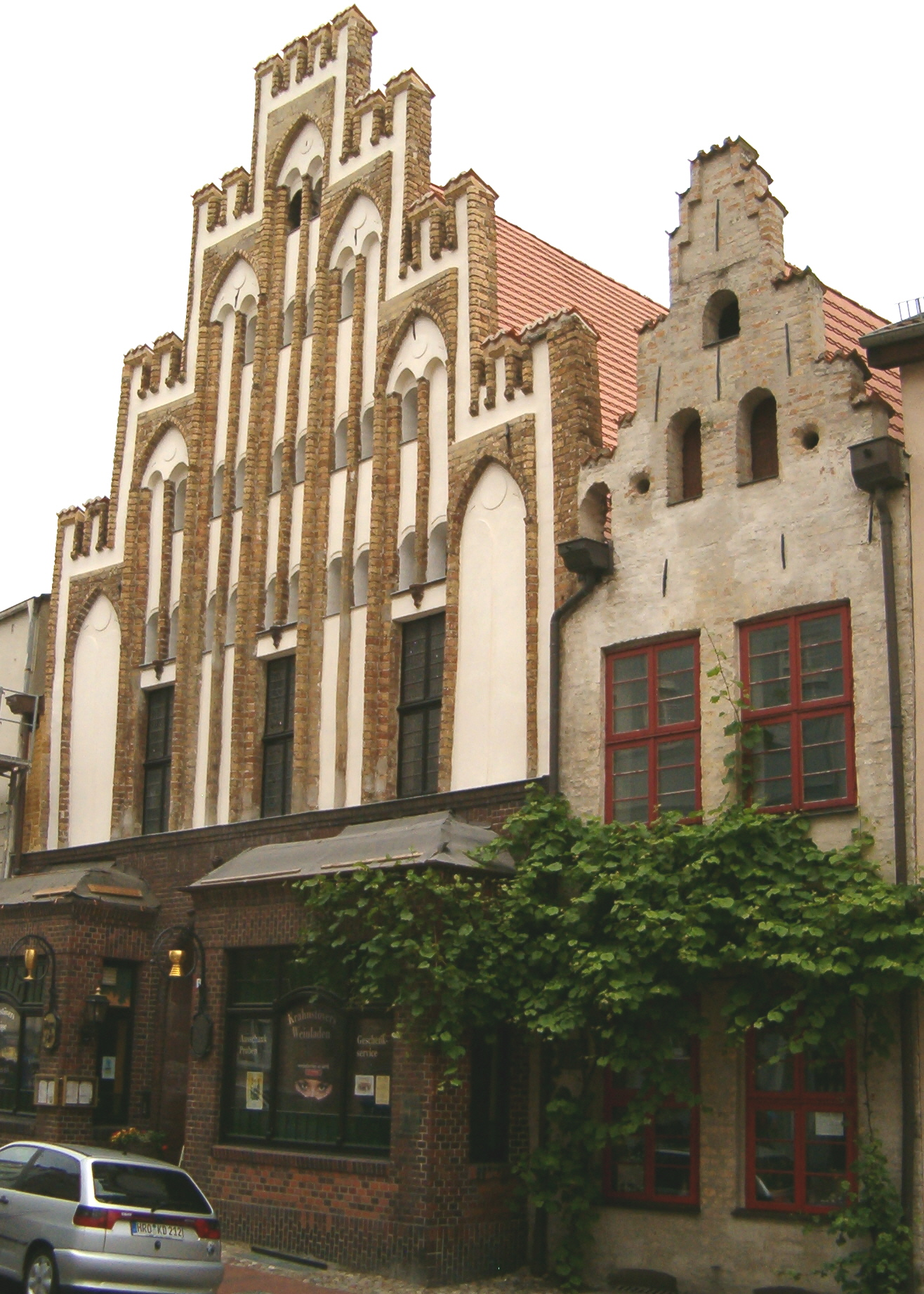
„Krahnstöver-Haus“ (l.) in der Großen Wasserstraße, im frühen 14. Jahrhundert als Brau- und Wohnhaus gebaut und eines der ältesten Giebelhäuser Rostocks

Mit dem Erwerb des Seehafens bei Warnemünde (Hohe Düne) 1264 und der Hundsburg bei Schmarl 1278 erlangte Rostock den angestrebten freien Zugang zur zwölf Kilometer entfernten Ostsee. Bereits 1251 hatte Rostock vom dänischen König Abel die gleichen Handelsprivilegien wie zuvor schon Lübeck erhalten, und noch bevor sich die drei Siedlungen zu einer Stadt vereinigt hatten, schloss Rostock 1259 ein Bündnis mit den Ratsherren der Städte Lübeck und Wismar.
Der Rostocker Landfrieden 1283 zwischen Lübeck, Wismar, Rostock, Stralsund, Greifswald, Stettin, Demmin und Anklam gegen einige Fürsten, wie den Markgrafen von Brandenburg, markiert den Beginn des Wendischen Quartiers innerhalb der Hanse.
1323 hatten die Bemühungen, das Städtchen (oppidum) Warnemünde ganz zu erwerben, endlich Erfolg. 1325 erhielt die Stadt das Münzrecht von Heinrich II. und wurde zeitweilig Mitglied des Wendischen Münzvereins. Darüber hinaus erlangte Rostock 1358 die volle Gerichtsbarkeit. Damit stand Rostock an der Schwelle zur freien Stadt, der letzte Schritt dazu sollte jedoch nie gelingen. Die Hansestadt war auf dem Gipfel ihrer Autonomie und ihrer sowohl wirtschaftlichen als auch kulturellen Blüte angelangt, zumal die innerstädtischen Auseinandersetzungen zwischen den Erhebungen von 1314 (siehe: Bernhard Kopman) und 1408 ruhten und die Herzöge von Mecklenburg dieser Zeit Förderer der Stadt waren. Mit etwa 14 000 Einwohnern um 1410 wurde Rostock in Norddeutschland nur von Lübeck, Hamburg und Bremen übertroffen.

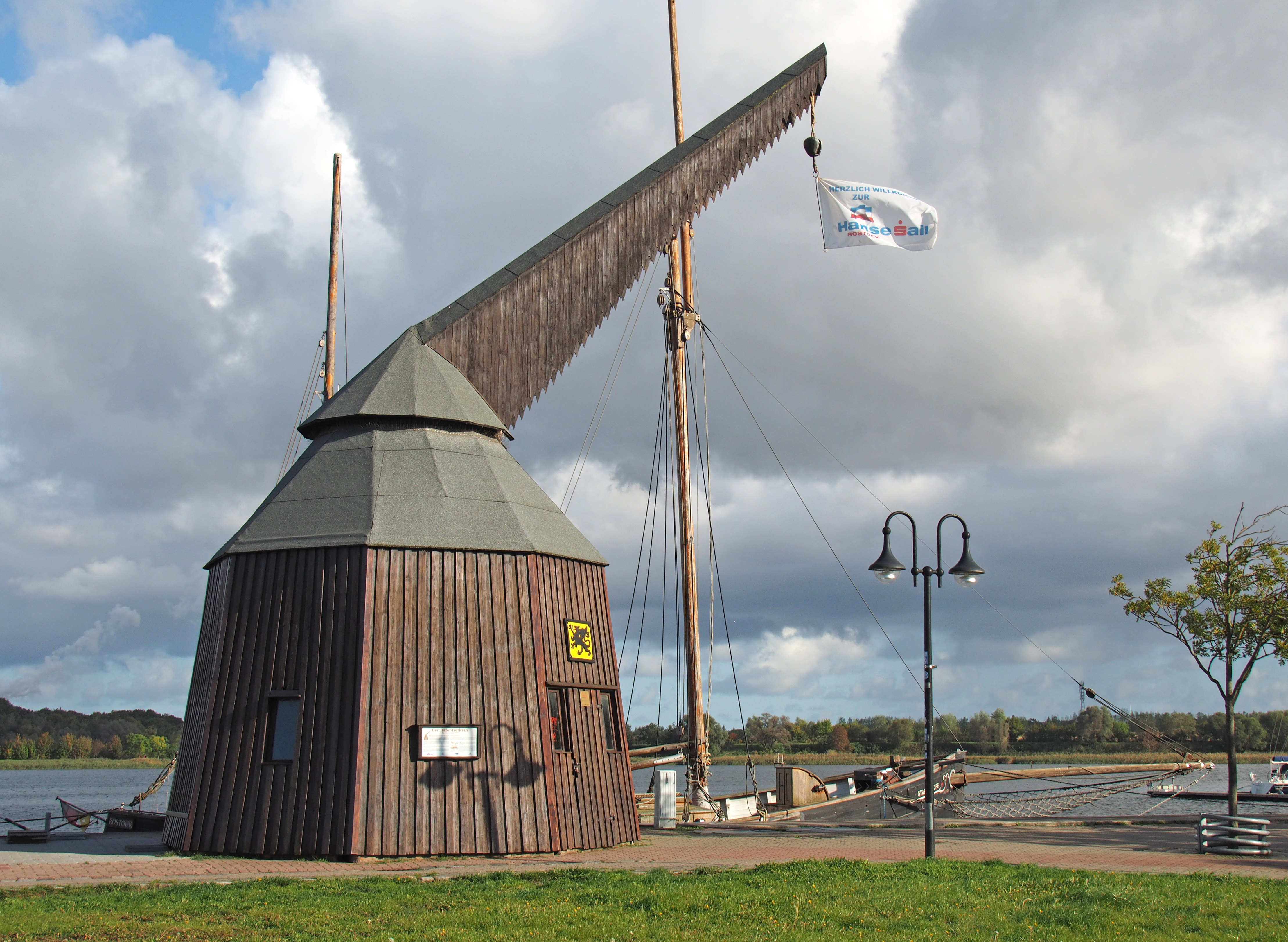
Hafentretkran aus der Hansezeit, Nachbau im Stadthafen

Von erheblicher Bedeutung für den hanseatischen Handel Rostocks waren die Rigafahrer und der Heringshandel der Schonenfahrer auf der Schonischen Messe auf der Halbinsel Skanör-Falsterbo in Schonen, wo Rostock eine eigene Vitte unterhielt. Hinsichtlich des Handels mit Norwegen konzentrierten sich die Rostocker Wiekfahrer im Gegensatz zu den Lübecker Bergenfahrern weniger auf das Kontor Bryggen in Bergen, als vielmehr auf die Kontrolle der Niederlassungen (Faktoreien) in Oslo und Tønsberg. Große Bedeutung hatte daneben anfangs die Gotlandfahrt nach Visby, weniger ausgeprägt waren dagegen die Verbindungen zum Hansekontor in Brügge und dem Londoner Stalhof im Westen sowie dem Peterhof in Nowgorod im Osten. Das einzige eigene Produkt, das Rostock in beträchtlichem Umfang ausführte, war Bier.
An allen bedeutsamen Unternehmungen der Hanse, wie dem ersten und zweiten Krieg mit Dänemark, war Rostock maßgeblich beteiligt. Mitunter handelte die Stadt aber auch gegen die Politik der Hanse, etwa als sie nach 1376 aus Gefolgschaftspflicht gegen das mecklenburgische Herzogshaus gemeinsam mit Wismar die Vitalienbrüder im Kaperkrieg gegen Dänemark unterstützte. 1390 öffneten die beiden mecklenburgischen Hansestädte sogar die eigenen Häfen für „alle, die das Reich Dänemark schädigen wollen“. 1393 schreckten die „Rostocker und Wismarer Vitalienbrüder“, offensichtlich unter der Führung mecklenburgischer Adliger, nicht einmal davor zurück, die norwegische Stadt Bergen zu überfallen, scheinen dabei aber das Hansekontor verschont zu haben.
Unter den wendischen Städten, dem Kern der Hanse, nahm Rostock neben Stralsund die Rolle der bedeutendsten Stadt hinter Lübeck ein. Häufig fanden Hansetage an der Warnow statt, und Rostocker Ratsherren übernahmen oft wichtige diplomatische Missionen für die Hanse. Besonders der langjährige Bürgermeister Arnold Kröpelin († um 1394) tat sich hier hervor. Wenngleich Rostock des Öfteren zwischen den Interessen der Hanse und Rücksichtnahme auf den mecklenburgischen Fürsten lavieren musste, nahm die Stadt bis zum letzten Hansetag 1669 eine führende Rolle in dem Städtebündnis ein.

### Krisen, Auseinandersetzungen und Unruhen
Seit Ende des 13. Jahrhunderts führte die soziale Ausdifferenzierung der Stadt zu Krisen und Machtkämpfen zwischen den Patrizierfamilien und der übrigen Stadtbevölkerung. Im 15. und 16. Jahrhundert kam es wiederholt zu Unruhen und Aufständen gegen den Stadtrat. Wiederkehrende Forderungen waren die Zusammenfassung der bürgerlichen Rechte in Bürgerbriefen und die Mitbestimmung der Handwerker bei der Zusammensetzung des Rates. Die erste gedruckte Rostocker Stadtchronik von Peter Lindenberg berichtete Ende des 16. Jahrhunderts von sechs großen „Tumulten“. Die Schwäche der Herren von Rostock weckte zudem das Interesse der benachbarten Fürsten an der blühenden Stadt.

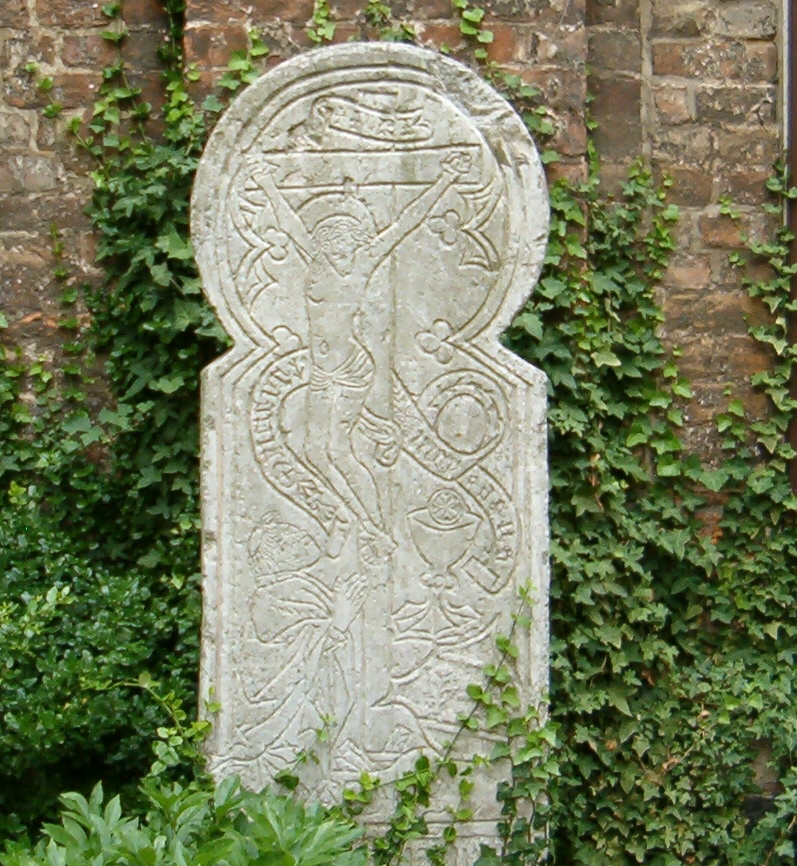
Sühnestein für Thomas Rode (heute im Heilig-Kreuz-Kloster).

Zu ersten innerstädtischen Auseinandersetzungen, in deren Folge die üblicherweise lebenslang amtierenden Ratsherren abgesetzt und durch neue aus dem gleichen Kreis ratsfähiger Familien ersetzt wurden, kam es 1286/87. Schwerer waren die Aufstände der Bürgerschaft gegen den Rat zwischen 1298 und 1314. Durch Kriegshandlungen des letzten Herrn von Rostock, Nikolaus, genannt „das Kind“, gegen den Markgrafen von Brandenburg und andere Fürsten wurde auch die Stadt in Mitleidenschaft gezogen, in der die aufgebrachte Bürgerschaft einige Ratsherren vertrieb. Nikolaus sah sich nunmehr gezwungen, sein Land unter den Schutz und die Lehensherrschaft des Königs Erich von Dänemark zu stellen. Die Stadt verweigerte sich jedoch dem König, der die Machtprobe durch Sperrung der Ostseezufahrt für sich zu entscheiden versuchte. Die Rostocker erstürmten eine Doppelturmanlage in Warnemünde, verbrannten diese und errichteten – unter anderem mit Steinen des dafür abgerissenen Turms der Petrikirche – selbst einen gewaltigen Turm, der 1312 nach langer Belagerung wiederum fiel. Als der Stadtrat zu kapitulieren bereit war, brach ein von den Handwerkern ausgelöster Aufstand los. Einige Ratsherren wurden getötet, andere verbannt. In dieser Situation gelang Heinrich II., dem „Löwen von Mecklenburg“ 1314 die Einnahme Rostocks. Noch im gleichen Jahr starb Nikolaus, und die Herrschaft Rostock fiel als dänisches Lehen an Heinrich. Nach dem Tod sowohl König Erichs als auch des Markgrafen Waldemar von Brandenburgs vereinigten er und sein Sohn Albrecht II. das Land Mecklenburg allmählich wieder und förderten Rostock als ihre wichtigste Stadt.
Nach weiteren Aufständen in den Jahren 1408/16 und 1427/39 kam es 1487 bis 1491 zur Rostocker Domfehde. Anlass war die Einrichtung eines gemeinhin als „Dom“ bezeichneten Kollegiatstiftes an der Jakobikirche, mit der Herzog Magnus II. die Finanzierung der Universität und seine Machtposition innerhalb der Stadt sichern wollte. Am Tag der Weihe des Stifts, dem 12. Januar 1487, wurde der eben eingesetzte Stiftspropst Thomas Rode auf offener Straße brutal umgebracht, die anwesenden Fürsten mussten aus der Stadt fliehen. Erst 1491 endete der von Handwerkern getragene Aufstand mit der Hinrichtung des Anführers Hans Runge und dreier weiterer Aufständischer.

### Universität und Wissenschaft

Siegel der Universität.

Sichtbares Zeichen der Bedeutung Rostocks war 1419 die Gründung der Universität – der ältesten Universität Nordeuropas. Damit hatte Rostock im gesamten Hanseraum für zwei Jahrhunderte eine führende Rolle in der Wissenschaft erlangt. Sowohl die Landesherren Johann IV. bzw. Heinrich IV., die gemeinsam mit dem Bischof von Schwerin Papst Martin V. um die Genehmigung einer Universitätsgründung ersuchten, als auch der Stadtrat, der die finanzielle Grundlage bereitstellte, verfolgten mit der Gründung das Ziel, ihre jeweilige Machtposition zu festigen, waren aber auf gegenseitige Unterstützung angewiesen. Wie zu dieser Zeit üblich, wurden zunächst nur die Artistenfakultät, Jura und Medizin eingerichtet. 1433 folgte mit der Theologie die angesehenste der klassischen Vier Fakultäten. Nach der Verhängung von Bann und Interdikt über die Stadt verließ die Universität von 1437 bis 1443 Rostock in Richtung Greifswald, wo 1456 offiziell eine eigene Universität gegründet wurde. Spätere Spannungen zwischen Stadt bzw. Landesherren und Universität hatten zwei weitere Auszüge 1487 nach Wismar und Lübeck und 1760 nach Bützow zur Folge.
Bereits 1476 wurde eine erste Buchdruckerei von den Brüdern vom Gemeinsamen Leben im Michaeliskloster gegründet. Zur Blüte kam das Druckwesen unter Ludwig Dietz, der unter anderem 1518 eine niederdeutsche Ausgabe des Narrenschiffs von Sebastian Brant herausbrachte.
An allen vier Pfarrkirchen gab es Schulen, von denen die Lateinschule der Marienkirche die bedeutendste war. Seit 1260 ist eine Apotheke in Rostock nachweisbar. Die Marienkirche verfügte 1379 über die berühmte Astronomische Uhr, deren Werk noch heute funktioniert.

### Kirchen und Klöster

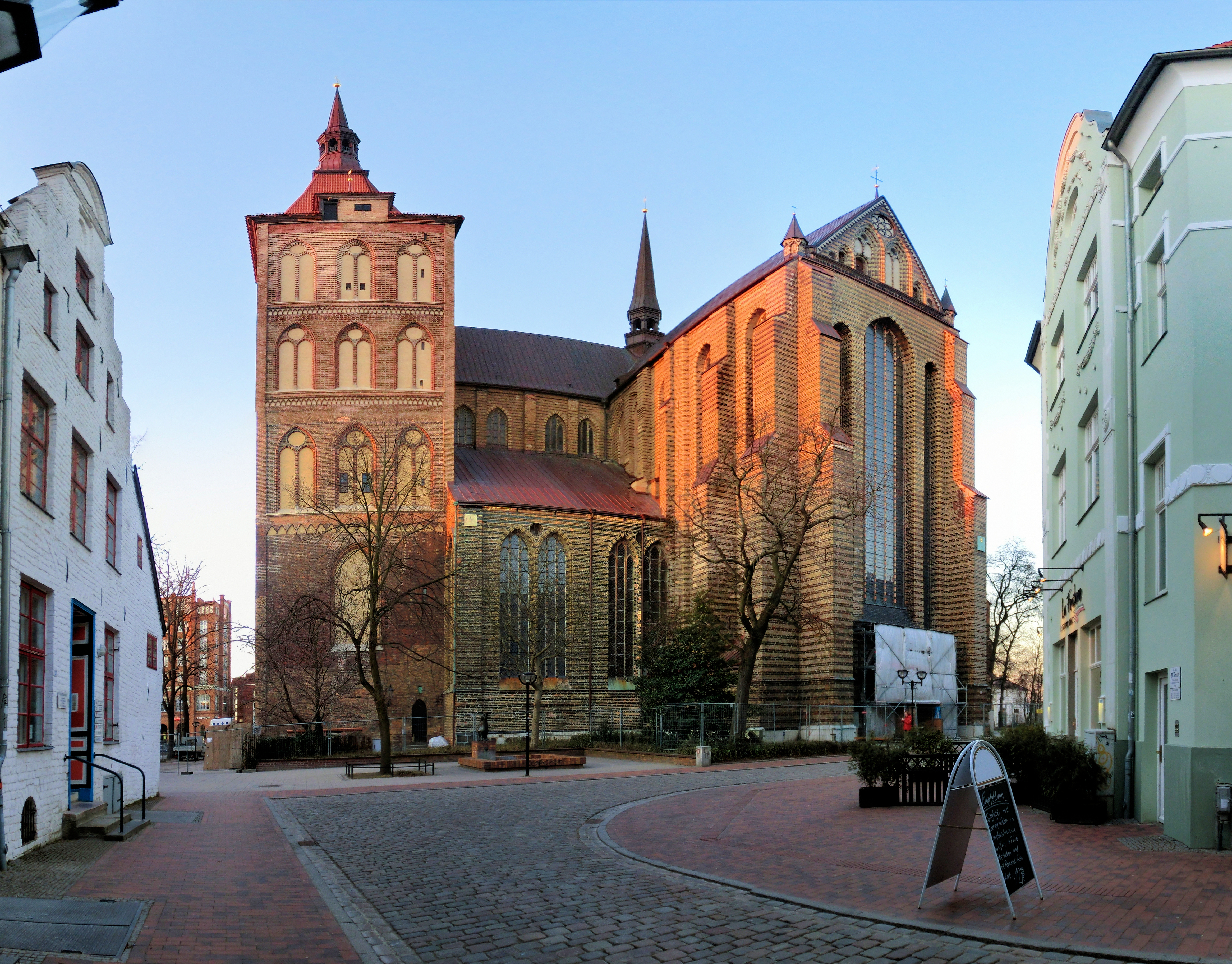
Die Marienkirche entwickelte sich zur Haupt- und Ratskirche und ist ein Hauptwerk der Backsteingotik. Links das Alte Kantorat.

Als Kirche der Mittelstadt entwickelte sich St. Marien zur Haupt- und Ratskirche Rostocks, deren Kirchenpatronat jedoch beim Landesherrn lag. Der für Rostock zuständige Bischof hatte seinen Sitz in Schwerin. Neben den vier Pfarrkirchen gab es verschiedene Klöster in Rostock: Um 1240 bzw. 1256 waren die Bettelorden der Franziskaner und der Dominikaner in die Stadt gekommen und hatten das Katharinen- und das Johanniskloster erbaut.
1283 starb die dänische Königin Margarete Sambiria im Zisterzienserkloster zum Heiligen Kreuz, dessen Stiftung man ihr zuschrieb. Darüber hinaus entstanden das Heilig-Geist- und das St.-Georg-Hospital als Stiftungen. Sowohl die Klöster als auch die Hospitäler verfügten als mächtige Grundherrschaft über zahlreiche Dörfer im Umland.
Im 14. und 15. Jahrhundert kamen das sogenannte Michaeliskloster der Brüder vom gemeinsamen Leben, das Kartäuserkloster Marienehe außerhalb der Stadt, das Gertrudenhospital vor dem Kröpeliner Tor sowie einige andere Stiftungen hinzu.
In geringer Zahl sind seit der zweiten Hälfte des 13. Jahrhunderts Juden in Rostock nachweisbar. In der Zeit des Schwarzen Todes um 1350 wurden diese nach angeblichen Brunnenvergiftungen aus der Stadt vertrieben.

## Frühe Neuzeit

### Reformation

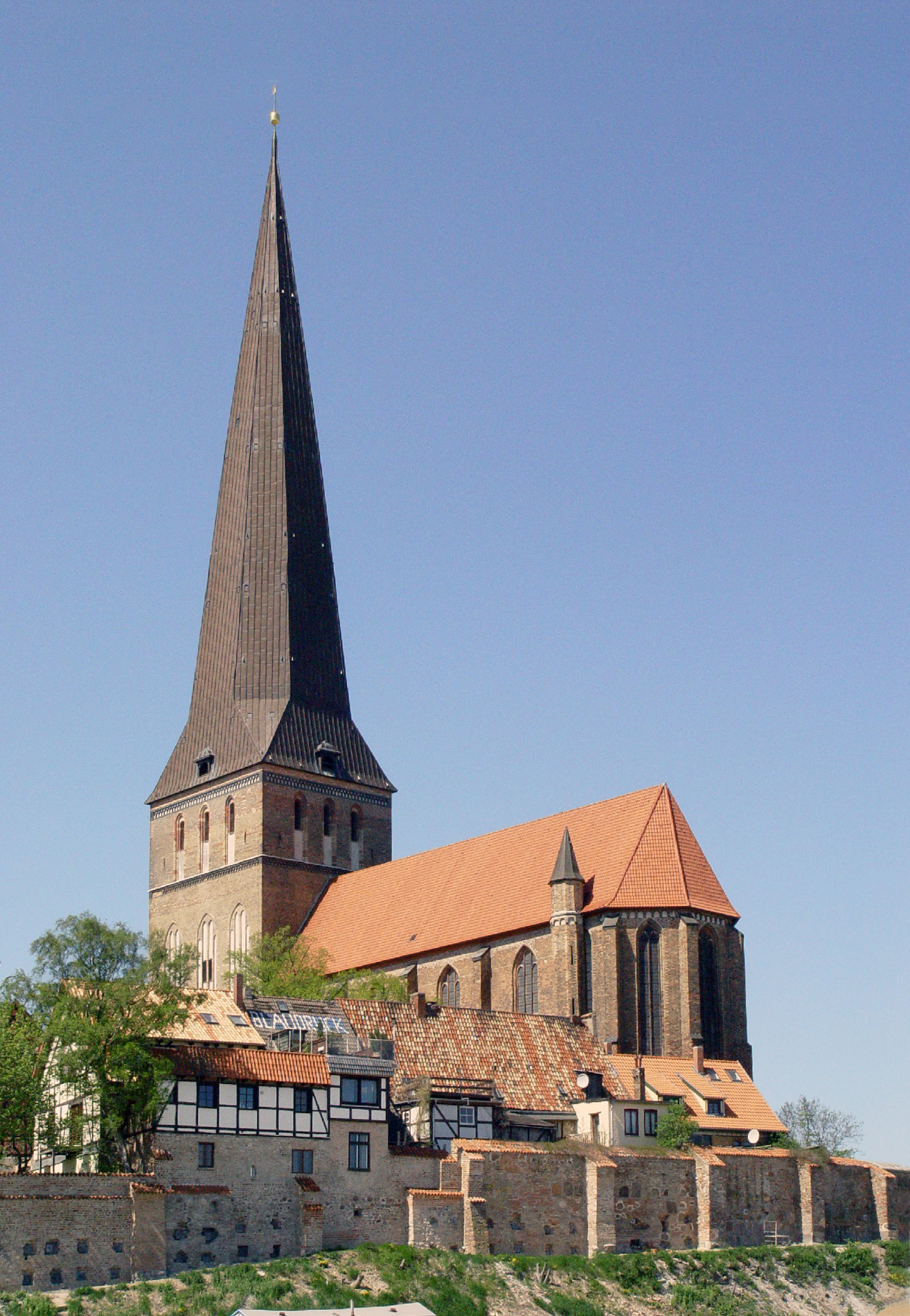
Die Reformation ging von der Petrikirche aus, an der Joachim Slüter wirkte. Im Vordergrund die Stadtmauer mit Wiekhäusern.

Die Reformation ging in Rostock von der Petrikirche in der ärmlichen östlichen Altstadt aus, an der Joachim Slüter seit 1523 als Kaplan wirkte. Von hier setzten sich die Lehren Martin Luthers vergleichsweise langsam durch, da die Römisch-Katholische Kirche mit dem Rat, der Universität, dem Kollegiatstift von St. Jakobi, dem Dominikanerkloster St. Johanni und dem Herzog von Mecklenburg-Güstrow, Albrecht VII. starke Gegenkräfte mobilisieren konnte. Landesherrliche Unterstützung erhielt Slüter dagegen von Albrechts Bruder Heinrich V., dem Herzog von Mecklenburg-Schwerin. Slüter hielt seine Predigten in niederdeutscher Sprache und zog solche Massen an, dass er unter freiem Himmel predigen musste, weil der Kirchenraum die Zuhörer nicht mehr fasste. Auch ein 1525 bei Ludwig Dietz erschienenes Gesangbuch hatte er in der Volkssprache verfasst. Neben Slüter wirkten der Stadtsyndikus und Universitätsprofessor Johann Oldendorp, der Prediger Valentin Korte und während eines kurzen Aufenthalts Ulrich von Hutten entscheidend an der Durchsetzung der Reformation mit.
Überraschend änderte der lange widerspenstige Rat im April 1531 seine Haltung und erklärte die reformatorische Lehre in allen vier Hauptpfarrkirchen für verbindlich. Bereits ein Jahr später verstarb Slüter. Sein früher Tod schürte den Verdacht, von Papisten ermordet worden zu sein. Auch nach der Ratsordnung von 1531 blieben die Universität sowie die Klöster zum Heiligen Kreuz, St. Johanni und die Kartause in Marienehe der alten Lehre treu. Der Rat veröffentlichte am 3. Januar 1531 einen Erlass, mit dem er den evangelischen Prädikanten das Predigen ausdrücklich gestattete und Missstände im katholischen Klerus kritisierte. Die katholischen Geistlichen waren zur Mitarbeit an einer neuen Kirchenordnung eingeladen, reagierten aber nur zögerlich und unzureichend, sodass zu Ostern Anfang April 1531 in ganz Rostock die Feier der heiligen Messe untersagt, aber noch für fünf Monate geduldet wurde. Ein Ratsbeschluss vom 29. April 1531 verbot allen Ordensleuten, den Habit außerhalb der Klöster zu tragen. Ab September 1531 waren die Bettelordenskirchen in der Stadt geschlossen, die Klöster wurden inventarisiert und standen unter strikter Kontrolle des Stadtrates. Die Unruhen von 1534 (unten) entstanden auch aus der Sorge, dieser könne sich daran bereichern.
Im Juni 1549 setzte Johann Albrecht I. auf dem Sternberger Landtag den lutherischen Glauben für alle Landstände durch und löste 1552 fast sämtliche mecklenburgischen Klöster auf. In Rostock widersetzte sich das Nonnenkloster zum Heiligen Kreuz noch lange der Reformation, bis es zum Damenstift der stadtbürgerlichen Oberschicht umgewandelt wurde. Die Kartause Marienehe wurde 1552 gewaltsam aufgehoben.
Die 1534 vom Rat aufgelöste Schule der Brüder vom Gemeinsamen Leben im Michaeliskloster war ein Jahr später auf der Basis des lutherischen Glaubens wieder erlaubt worden. 1580 wurde in den Räumen des Johannisklosters die Große Stadtschule eingerichtet, die unter der Leitung von Nathan Chyträus aufblühte.

### Auseinandersetzungen um die bürgerliche Repräsentation
Während der Grafenfehde 1534 kam es in verschiedenen Hansestädten, so auch in Rostock, erneut zu Unruhen. Wie 1427/28 wurde von der antirätlichen Opposition ein Bürgerrat eingerichtet, der sich aus 64 Kaufleuten und Handwerkern zusammensetzte und vom Stadtrat anerkannt werden musste. Als der Krieg 1535 mit einer Niederlage gegen Dänemark endete, wurden die alten Verhältnisse ohne nennenswerte Gegenwehr wiederhergestellt, in Zukunft sollte der Rat sich aber in allen strittigen Fällen Bürgerausschüssen gegenübersehen.
Das Verhältnis zwischen der Stadt und den mecklenburgischen Herzögen war seit der Grafenfehde zunehmend gestört, da die Ambitionen Albrechts VII. auf die dänische Krone mit der Niederlage katastrophal geendet und das Land hoch verschuldet hatten. Bereits 1523 hatten sich die Landstände zusammengeschlossen und traten den Landesherren selbstbewusst gegenüber. Dabei nahm Rostock als finanzstärkste Stadt des Herzogtums mit ihrem riesigen Grundbesitz im Umland eine führende Rolle in der Landständischen Union ein. Besonders die Universität war häufig Gegenstand der Auseinandersetzung zwischen Stadt und Landesherrn.
1562 bis 1565 wurde ein Sechzigerrat dem Stadtrat gleichberechtigt zur Seite gestellt und trotzte diesem erneut einen Bürgerbrief ab. Am 28. Oktober 1565 hielt der mit dem Rat verbündete Johann Albrecht I. mit bewaffneten Kräften Einzug in Rostock, nachdem die Stadt ihm den formalen Huldigungseid verweigert hatte. Er löste die Sechziger auf und vernichtete den Bürgerbrief. Anfang 1566 marschierte auch sein zuvor mit dem Sechzigerrat verbündeter Bruder Ulrich ein. Die beiden Landesherren einigten sich, rissen das Steintor und die südliche Stadtmauer nieder und errichteten im heutigen Rosengarten eine Festung vor der Stadt. Erst mit den Rostocker Erbverträgen von 1573 (Erster Rostocker Erbvertrag) und 1584 wurde der schwelende Konflikt zwischen Stadt und Landesherrn beigelegt. Rostock erkannte insbesondere hinsichtlich der Gerichtsbarkeit und der Steuerzahlung die landesherrliche Oberhoheit des Herzogs an. Rostocks Bemühungen, die Reichsunmittelbarkeit zu erlangen, waren damit endgültig gescheitert, das Steintor konnte jedoch wieder aufgebaut und die herzogliche Festung geschleift werden.
1583/84 wurde neben dem weiterhin von ratsfähigen Patriziern gestellten Rat ein neuer Bürgerausschuss eingerichtet, das Hundertmänner-Kollegium, das sich aus 40 Brauherren, 20 weiteren Kaufleuten und 40 Handwerkern zusammensetzte. Als Hauptausschuss der Hundertmänner wurde Ende des 16. Jahrhunderts ein Sechzehnerrat eingeführt. Nach mehreren Jahrhunderten voller Unruhen war mit dem Hundertmänner-Kollegium erstmals langfristig eine innere Befriedung der Stadt erreicht. Anders als bei früheren Bürgerausschüssen gelang es den Landesherren kaum noch, den Rat und das Kollegium gegeneinander auszuspielen, wenngleich die Zusammenarbeit beider Gremien nicht immer spannungsfrei verlief.

### Spätblüte des hansischen Rostock um 1600
Rund 14 000 Einwohner, gut 800 Giebelhäuser und etwa 250 bis 300 Brauhäuser waren Ende des 16. Jahrhunderts Ausdruck eines Wohlstands, der selbst die mittelalterliche Blütezeit übertraf. Zahlreiche mecklenburgische Adelsfamilien hatten Residenzen in Rostock oder wohnten ganz in der Stadt und wurden mitunter Ratsherren und sogar Bürgermeister. Rostock, dessen Wirtschaft völlig vom Seehandel und dem Brauwesen bestimmt war, zog zahlreiche Zuzügler aus ganz Norddeutschland an. Besonders angesehen waren die Universitätsprofessoren, zunehmenden Einfluss erlangten aber auch diejenigen Bürger, die an der Universität studiert hatten. Besonders der juristisch ausgebildete Stadtsyndikus spielte neben dem Bürgermeister eine immer größere Rolle.
Ärmere Bevölkerungsteile lebten in über 1000, meist in Fachwerkbauweise oder als Bretterverschläge errichteten Buden, die unterste soziale Schicht in ebenso vielen Kellern. Auch zwischen den Stadtteilen gab es ein soziales Gefälle: In der Mittelstadt war die Dichte der Steinhäuser am größten, gefolgt von der Neustadt, in der Altstadt existierten die meisten Buden. Innerhalb der Teilstädte waren wiederum die Marktplätze die bevorzugten Wohngegenden, während an der Peripherie die ärmeren Schichten wohnten.
Das geistige und politische Zentrum bildete die Achse zwischen Rathaus und Neuem Markt sowie der Universität am Hopfenmarkt, die durch die Blutstraße miteinander verbunden waren. Die Marien- und die Jakobikirche lagen jeweils unweit der beiden Märkte.

### Dreißigjähriger Krieg

Die Stadt Rostock um die Zeit des Dreißigjährigen Krieges

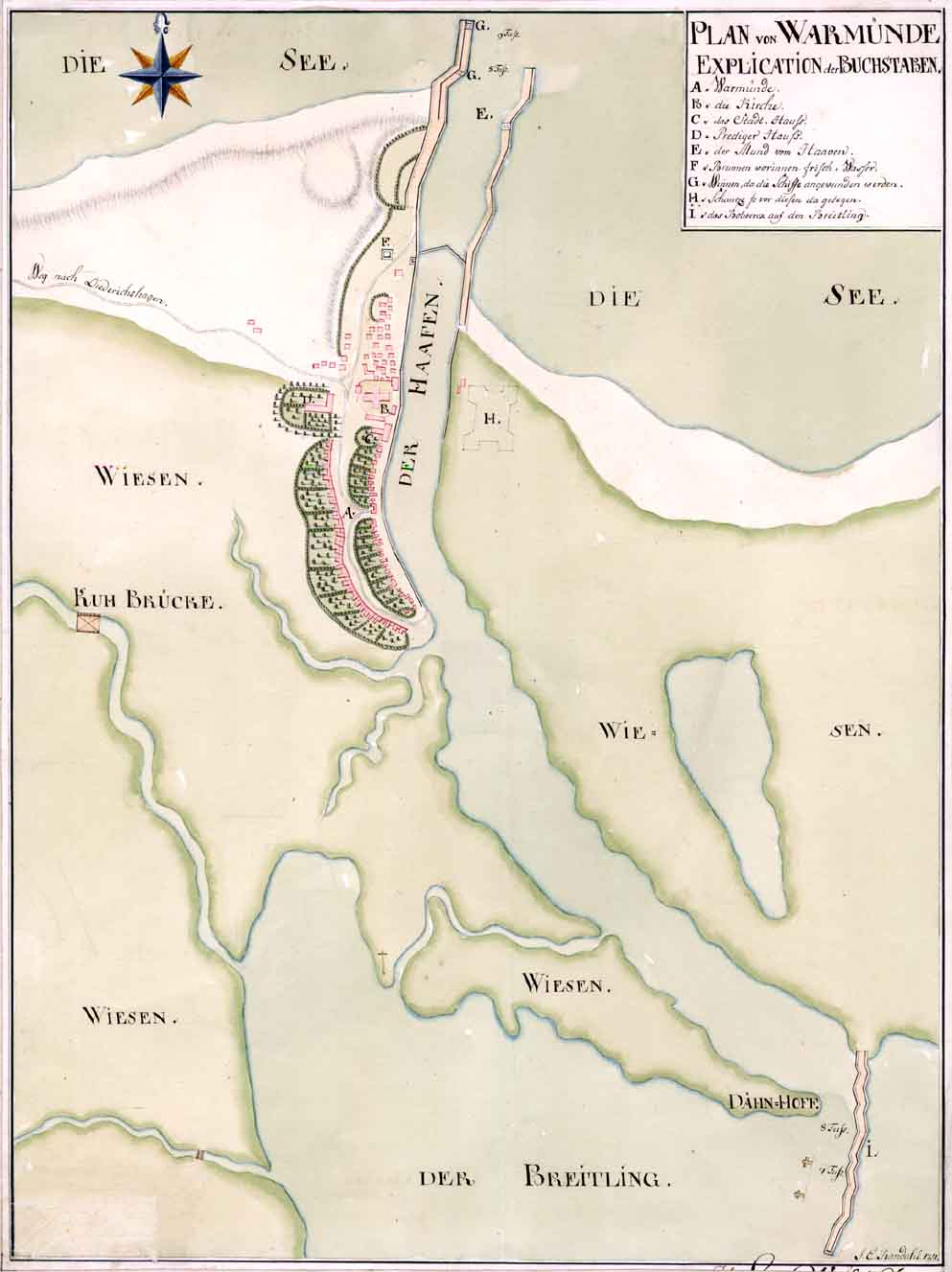
Plan Warnemündes von 1751 mit der eingezeichneten Schanze

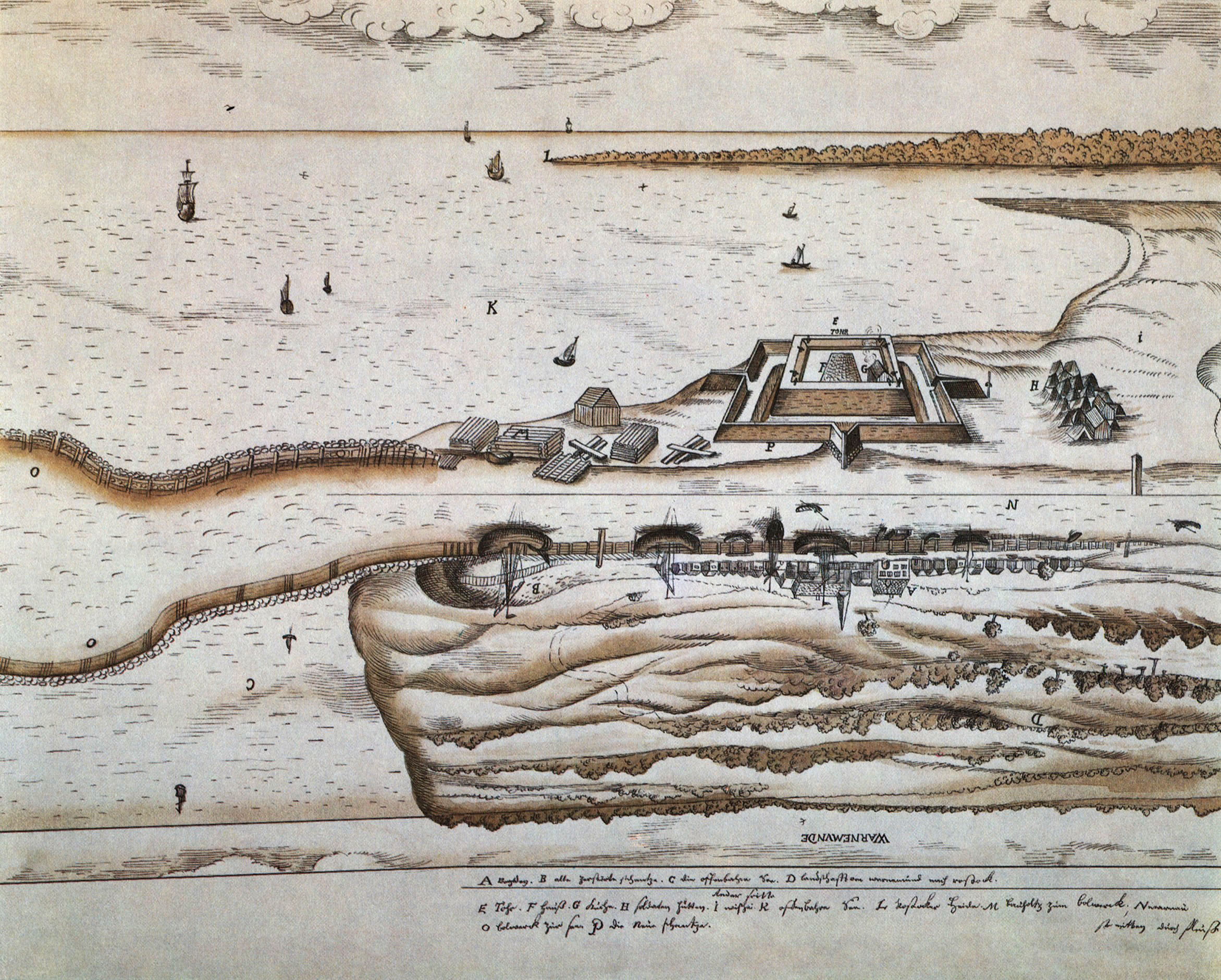
Warnemünde mit der Schanze

Während des Dreißigjährigen Krieges (1618–1648), der unwiderruflich das Ende der Hanse herbeiführte, wurde Rostock besetzt, litt aber weit weniger als andere mecklenburgische Städte und besonders die Dörfer. Zunächst war Mecklenburg kaum vom Krieg betroffen und mehr mit neuen Streitigkeiten des herzoglichen Brüderpaares Adolf Friedrich I. und Johann Albrecht II. beschäftigt, die 1621 zur zweiten mecklenburgischen Hauptlandesteilung in die Herzogtümer Schwerin und Güstrow führten. Mit dem Kriegseintritt Dänemarks griff der Krieg jedoch auf Norddeutschland über, und da Rostocks Bierexport vor allem nach Skandinavien ging, war die Stadt besonders betroffen. 1627 erreichten die Kriegshandlungen Mecklenburg, so dass Rostock seine Neutralität nicht länger bewahren konnte. Bis 1628 vermochte sich die reiche Stadt, die ab 1624 durch den niederländischen Festungsbaumeister Johan van Valckenburgh aufgefestet worden war, noch mit der enormen Summe von 140.000 Reichstalern von kaiserlichen Besetzungen freikaufen, doch als Wallenstein nach der Absetzung der beiden Herzöge im Januar für seine Verdienste von Kaiser Ferdinand II. das Herzogtum Mecklenburg und das Bistum Schwerin sowie den Titel „General des Baltischen und ozeanischen Meeres“ erhielt, zwang er Rostock durch das bewährte Mittel einer Blockade Warnemündes in die Knie.
Wie schon früher bei drohenden Kriegshandlungen zeigte sich der Rat relativ schnell bereit einzulenken, während die seit 1625 zur militärischen Verteidigung in 13 Fahnen organisierte Bürgerschaft zum Widerstand entschlossen war. Schließlich gelang es dem Rat, relativ glimpfliche Kapitulationsbedingungen auszuhandeln. Rostock wurde von einem 1000 Mann starken Heer besetzt und zur Garnisonsstadt Wallensteins, in Warnemünde wurde eine Schanze angelegt, um den Hafen behaupten zu können. Damit war ganz Mecklenburg in Wallensteins Hand, und es brachen vorübergehend ruhige Zeiten für die Stadt an. Da Wallenstein bemüht war, negative Kriegsauswirkungen von seinem Herzogtum möglichst fernzuhalten, konnte Rostock sogar von der neuen Situation profitieren. Als Gustav II. Adolf von Schweden im Juli 1630 in Pommern landete, spitzte sich die Lage auch in Rostock zu. Zur Katastrophe wäre es beinahe gekommen, als der Jurist Jakob Varmeier am 1. Februar 1631 den kaiserlichen Stadtkommandanten ermordete, doch dem Theologieprofessor und Rektor der Universität Johann Quistorp gelang es, durch diplomatisches Geschick die Rache des Militärs abzuwenden.
Am 16. Oktober 1631 endete die kaiserliche Besatzung von Rostock und die „Schwedenzeit“ begann. Gustav Adolf setzte die angestammten mecklenburgischen Herzöge wieder ein. Für Rostock blieb auch dieser Machtwechsel ohne größere Folgen, so erlebte etwa die Universität trotz der unruhigen Zeiten eine Blüte. Waren das Land und die Dörfer Mecklenburgs Gewalt und Plünderungen der Soldateska wehrlos ausgesetzt, boten die Rostocker Stadtmauern vielen Flüchtlingen Schutz. Der Seehandel Rostocks ging allerdings drastisch zurück. Am schwersten traf die Stadt ein von den mecklenburgischen Herzögen den Schweden zugebilligter Zoll vor Warnemünde.
Einen Wendepunkt markierte die vernichtende Niederlage der Schweden in der Schlacht bei Nördlingen. Die Kaiserlichen errangen immer mehr Siege, und am 30. Mai 1635 kam es zum Frieden von Prag. Mecklenburg konnte sich in der Folge aus dem Bündnis lösen, was in den Jahren von 1635 bis 1638 eine Verschlechterung der Lage in Rostock darstellte. Verhandlungen über den Warnemünder Zoll wurden zunächst ausgesetzt, dann aber wurde er verdoppelt, um so weitere Zahlungen von Rostock zu erzwingen. 1637/38 mussten die Schweden in Mecklenburg vor dem kaiserlichen General Matthias Gallas in Richtung Pommern zurückweichen. Die Rostocker ersuchten sowohl diesen Feldherrn als auch den Kaiser, der Rostock unter seinen Schutz nahm, um die Eroberung der Schanze und die Übergabe zur Demolierung. Sie wurde am 11. März 1638 von den Sachsen unter General  Vitzthum von Eckstädt der dabei sein Leben verlor, eingenommen. Die Lage für Rostock hatte sich dabei aber nur weiter verschlechtert. Nachdem die Schweden den Ort Warnemünde verloren hatten, erhoben sie ihren Zoll von Schiffen aus, die vor Warnemünde lagen. In der Schanze residierte nun der kaiserliche Kommandant und verlangte dort eine eigene Abgabe. Erst als die Dänen unter Christian IV. eingriffen, eigene Schiffe vor die Warnowmündung legten und so jede Zolleinnahme verhinderten, mussten die Schweden abziehen und war der Zoll somit vorübergehend aufgehoben.
Schwedische Versuche, die Schanze zurückzuerobern, konnten in der Nacht vom 20. auf den 21. Oktober 1638 von den Kaiserlichen abgewehrt werden. Die Rostocker begannen die Schanze zu schleifen, um ein Festsetzen der Schweden in Zukunft zu erschweren, doch diese zogen am 26. Oktober wieder in die Schanze ein. Sie wurde instand gesetzt und verstärkt, der Zoll in alter Höhe wieder aufgenommen. Erst mit dem Ende des Dreißigjährigen Krieges zogen sich die Schweden 1648 auch aus Warnemünde zurück, erhoben aber weiterhin Zoll.

### Niedergang und der Stadtbrand von 1677
Im Vergleich mit den an Schweden gefallenen Städten Stralsund, Wismar und Greifswald hatte Rostock nach dem Westfälischen Frieden 1648 schlechtere Verbindungen für den Handel mit Skandinavien. Der Schwedenzoll, Satisfaktionszahlungen Mecklenburgs an die schwedische Krone und der Zusammenbruch des hansischen Handelsnetzes – der Hansetag von 1669 war der letzte des alten Handelsbündnisses – hatten Rostock treffen, aber nicht ruinieren können.
In diese Phase der Stagnation fiel eine plötzliche Katastrophe mit Langzeitwirkung: Am 11. August 1677 brach von einem Backhaus in der Altstadt ausgehend ein verheerender Stadtbrand aus, der, von ungünstigen Winden ausgeweitet, zwei Tage anhielt, bis es endlich zu regnen begann. Fast die gesamte Altstadt und ein beträchtlicher Teil der nördlichen Mittelstadt fielen den Flammen zum Opfer. Insgesamt war ein Drittel sämtlicher Gebäude der Stadt zerstört worden – etwa 700 Häuser und Buden. Besonders schwer wog, dass das Zentrum des Rostocker Brauwesens in den zum Hafen führenden Straßen zerstört worden war. Die Zahl der Brauhäuser sank von knapp 200 auf unter 100, die Einwohnerzahl, die Ende des 16. Jahrhunderts 14.000 betragen hatte, ging auf 5.000 zurück.

### Nordischer Krieg und Siebenjähriger Krieg

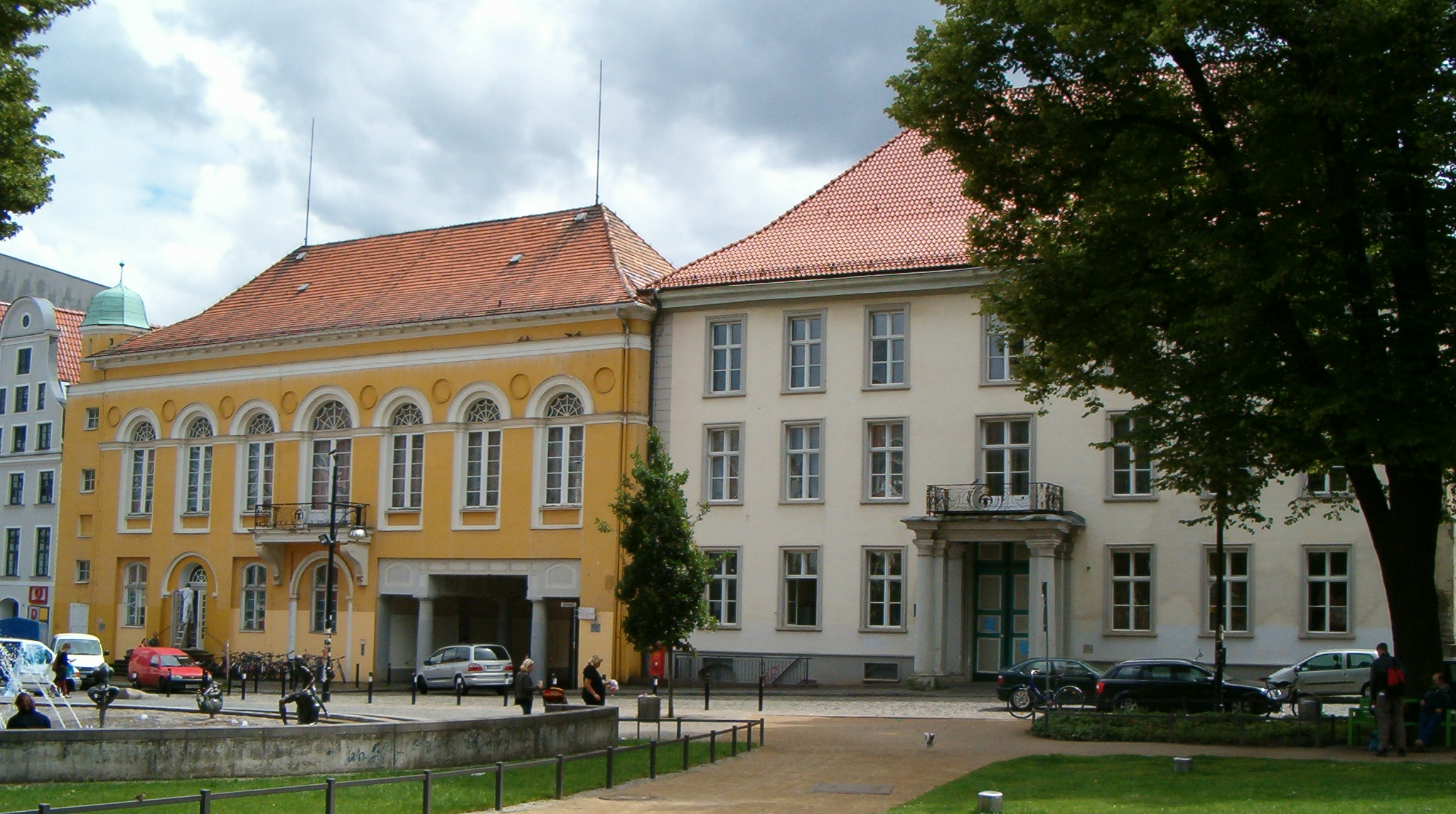
Das Palais (r.) und der Barocksaalbau (l.) am Universitätsplatz wurden als fürstliche Residenz errichtet.
Palais: Bauherr: Herzog Karl Leopold von Mecklenburg-Schwerin, 1714
Barocksaal: Architekt: Jean L. Legeay, 1750

Karte Rostocks mit Grundstückseinteilung und Hausbesitzerverzeichnis um 1780–1790
Zeichnung: J. M. Tarnow, Überarbeitung Gustav Kohfeldt (ca. 1918)

Der Große Nordische Krieg 1700–1721 brachte eine weitere Verschlechterung der Handelsverbindungen mit sich und führte zu Plünderungen durch dänische und schwedische Truppen. Auch der Siebenjährige Krieg zeichnete die Stadt, die von 1758 bis 1762 brandenburgisch besetzt war. Darüber hinaus nutzten die absolutistischen Fürsten die Schwäche Rostocks aus und sicherten sich in dieser Zeit langfristig mit den Landesherrlichen Erbverträgen von 1755 und 1788 ihre Macht. Seit 1702 zeitweise Residenz der Herzöge, war Rostock endgültig zu einer mecklenburgischen Landstadt geworden.
Die Universität versank im 18. Jahrhundert in die Bedeutungslosigkeit und hatte zudem noch mit einer von 1760 bis 1789 bestehenden herzoglichen Universität im benachbarten Bützow zu konkurrieren, die Friedrich von Mecklenburg-Schwerin dort gegründet hatte.
Erst Ende des 18. Jahrhunderts begann langsam der Wiederaufstieg Rostocks. Der Seehandel blühte mit Getreidetransporten wieder auf.
Vor allem trug dazu die Blockade Großbritanniens durch das revolutionäre Frankreich bei, da sich die Rostocker damit den von der französischen Konkurrenz verlassenen britischen Markt erschließen konnten. Im Stadtbild wurden endlich die letzten Baulücken geschlossen, die seit dem Stadtbrand als Brachen leergestanden hatten.
Auch kulturell blühte Rostock wieder auf: 1786 wurde ein Theaterbau errichtet, seit 1711 erschien die Rostocker Zeitung, und seit 1784 wirkte die aufklärerische „Societät“.
Trotz des Aufschwungs kam es in den 1790er Jahren zu einer Reihe von Unruhen durch die Handwerker, ausgelöst vor allem durch Teuerungen bei Lebensmitteln. Die bekannteste dieser Auseinandersetzungen mit Plünderungen und Zerstörungen im Oktober 1800 wurde als „Rostocker Butterkrieg“ bekannt.

## 19. Jahrhundert

### Franzosenzeit und Befreiungskriege

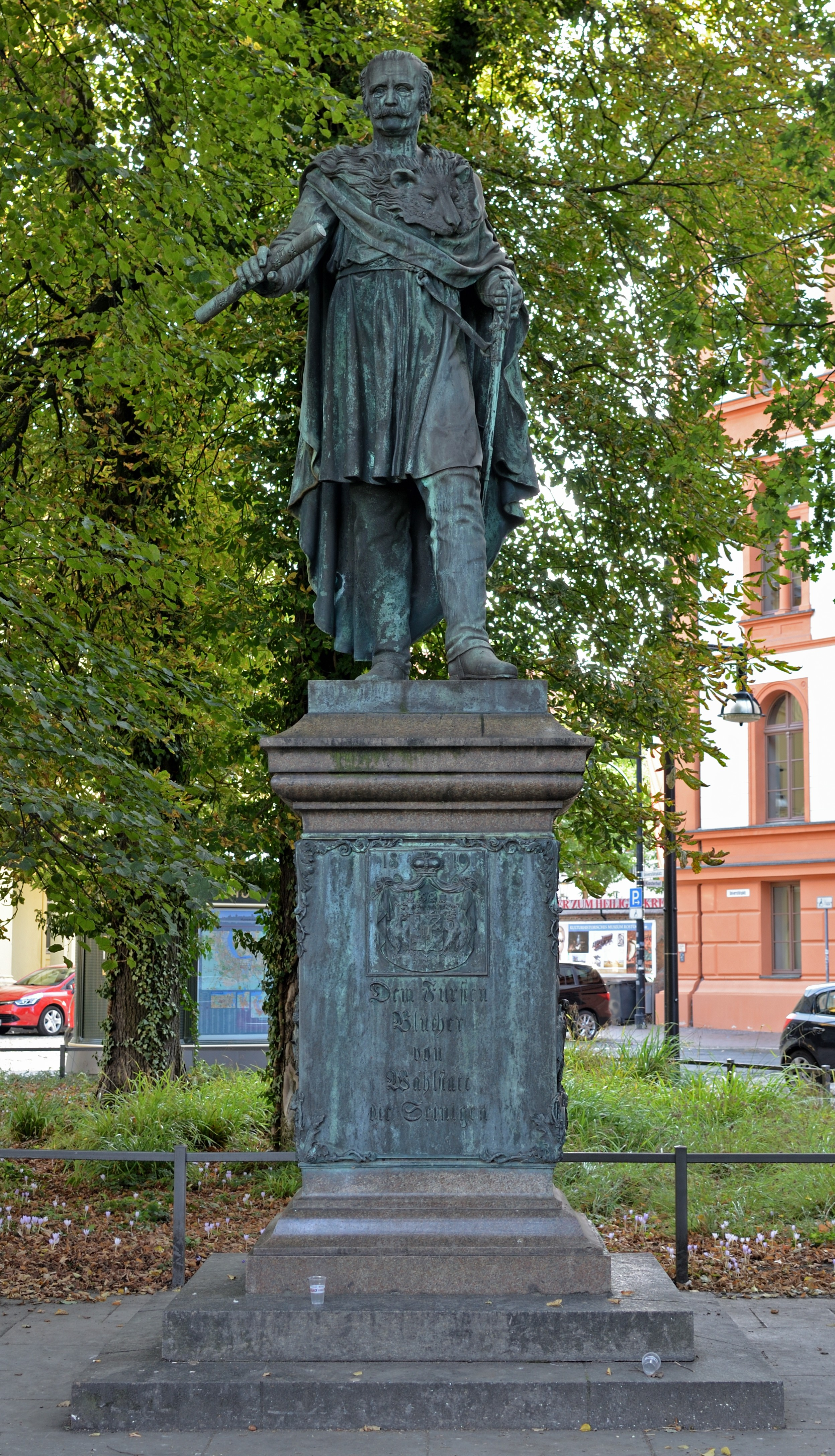
Das Blücherdenkmal auf dem Rostocker Universitätsplatz (früher Blücherplatz). Auch Goethe wirkte an der Konzeption mit.
Denkmal:Johann Gottfried Schadow

Beide mecklenburgischen Herzogtümer nahmen zunächst nicht an den Koalitionskriegen gegen Frankreich teil, sondern zahlten lediglich Kontingentsersatzzahlungen an Preußen. Nach der Schlacht bei Jena und Auerstedt zogen erst flüchtende preußische Soldaten, dann die französische Armee plündernd und zerstörend durch das Land.
Am 29. November 1806 wurde Mecklenburg von dem französischen General Michaud besetzt, Rostock musste Einquartierungen, Erniedrigungen, Restriktionen und Kontributionszahlungen über sich ergehen lassen. Besonders die Kontinentalsperre gegen England traf die Seehandelsstadt hart. Erst als Mecklenburg am 22. März 1808 dem Rheinbund beitrat räumten die französischen Besatzungstruppen das Herzogtum und Rostocks Seehandel erfuhr eine Wiederbelebung, wenn er auch weitgehend auf den Ostseeraum beschränkt blieb. Schon am 17. August 1810 kehrten die Franzosen jedoch nach Rostock zurück und mit ihnen die Einschränkungen des öffentlichen und privaten Lebens der Rostocker Bürger. Als die französische Armee 1812 zum Russlandfeldzug aufbrach, führte sie ein Kontingent von etwa 2000 mecklenburgischen Soldaten mit sich. Nach der Niederlage der Grande Armée in Russland verließen am 26. März 1813 die letzten Soldaten der französischen Garnison Rostock.
Als erste deutsche Staaten verließen die beiden mecklenburgischen Herzogtümer am 25. März 1813 den Rheinbund und riefen ihre Untertanen zu den Waffen. Mehrere hundert Rostocker Bürger nahmen in der regulären mecklenburgischen Armee oder in Freikorps an den Befreiungskriegen teil. Zu den herausragenden Persönlichkeiten der Befreiungskriege gehörte der in Rostock geborene preußische Generalfeldmarschall Blücher, der entscheidend an der Schlacht von Waterloo beteiligt war, in der Napoleon geschlagen werden konnte.

### Biedermeier, Vormärz, 1848er-Revolution und Restauration

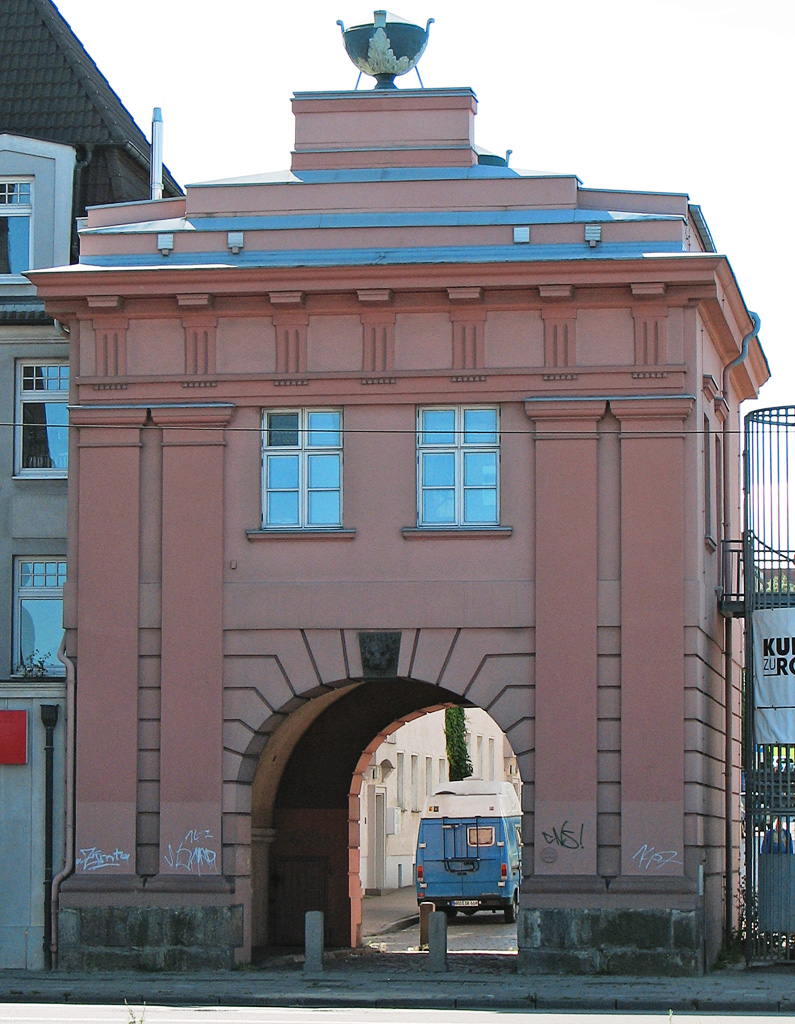
Das im klassizistischen Stil neu errichtete Mönchentor zum Stadthafen.
Baupläne: Prof. Schadeloock, 1805/06

Im 18. und 19. Jahrhundert kam Rostock in den Ruf einer soliden aber behäbigen Provinzstadt, in der neue Entwicklungen langsam und mit Verzögerungen eintraten.
Das Bürgertum gestaltete das gesellschaftliche Leben zunehmend selbstbewusst und gründete nach dem „Geselligkeitsverein“ (Societät, 1784) die „Philharmonische Gesellschaft“ (1819) und den „Rostocker Kunstverein“ (1841), die Turnbewegung erhielt 1827 einen Platz an der Wallstraße. Zum bürgerlichen Selbstbewusstsein trug – neben ihrem wirtschaftlichen Erfolg – auch die Einführung der allgemeinen Schulpflicht 1845 und der Ausbau des Bildungswesens bei.
Die mecklenburgische bürgerlich-liberale Opposition der Märzrevolution gegen den politisch von adligen Gutsbesitzern dominierten Ständestaat sammelte sich um die Redaktion der Mecklenburgischen Blätter, die von Anfang 1847 bis zu Beginn des Jahres 1848 vom Universitätsprofessor Karl Türk in Rostock herausgegeben wurden. Daneben war die 1711 gegründete Rostocker Zeitung Sprachrohr der Liberalen.
In den untersten Schichten der Gesellschaft führten Verelendung, Arbeitslosigkeit und Missernten zu einer unruhigen Stimmung, die in Rostock – anders als in anderen deutschen Städten – von dem im November 1848 gegründeten Arbeiterverein jedoch nicht radikalisiert wurde.
Am 9. März 1848 diskutierten eintausend Rostocker Bürger im Hotel „Sonne“ am Neuen Markt die liberalen Forderungen nach einer Demokratisierung des bestehenden politischen und wirtschaftlichen Systems und verabschiedeten eine Petition, die sechs Tage später in schärferer Form wiederholt wurde. Am 2. April wurde das Rostocker Reformkomitee in Güstrow von 173 Delegierten aller mecklenburgischen Reformvereine zu ihrem Zentralkomitee bestimmt. Am 26. April trat auf Druck der revolutionären Kräfte ein außerordentlicher Landtag in Schwerin zusammen, der Wahlen für den 3. Oktober durchsetzte. 14 Rostocker Abgeordnete nahmen am 31. Oktober an der konstituierenden Sitzung des neuen Landtags teil. Abgeordneter für Rostock in der Frankfurter Nationalversammlung war Johann Friedrich Martin Kierulff. Auch innerhalb der Stadt wurde das alte Ratssystem demokratisch reformiert. Bei den Ratswahlen am 29. Januar 1849 erzielten vier Handwerker die besten Ergebnisse, erst dahinter folgten Advokaten und Kaufleute. Unter den 48 Abgeordneten der Stadtverordnetenversammlung befanden sich erstmals auch drei Handwerksgesellen und zwei Arbeiter. Nach 30 Monaten setzte der Großherzog von Mecklenburg-Schwerin jedoch das alte Hundertmännergremium wieder ein, die Landesverfassung wurde abgeschafft, gegen die Presse mit Zensur und Ausweisung kritischer Redakteure vorgegangen. Im Frühjahr 1853 wurden schließlich 14 Rostocker Demokraten wegen Hochverrats zu langen Zuchthausstrafen verurteilt, darunter Friedrich Dornblüth, Karl Türk, Julius und Moritz Wiggers. Bis 1918 galten die politischen Verhältnisse in Mecklenburg als die rückständigsten in ganz Deutschland.

### Industrialisierung
Der Seehandel Rostocks wuchs im 19. Jahrhundert stetig an und blieb die wirtschaftliche Triebfeder der Stadt. Mitte des 19. Jahrhunderts verfügte Rostock über die größte Handelsflotte im Ostseeraum, deren Schiffe zumeist in heimischen Werften gebaut wurden. Das Ausfuhrvolumen des Getreidehandels erreichte 1845 erstmals 50.000 Tonnen.
Die dennoch leeren Stadtkassen entschieden über den Abriss zahlreicher alter Gebäudekomplexe: So gab der Rat in den ersten Jahrzehnten des 19. Jahrhunderts unter anderem die mächtige fünfschiffige Kirche des Heiligen-Geist-Hospitals und das ehemalige Dominikanerkloster St. Johannis zum Abriss frei. Seit 1830 begann Rostock erstmals über das Gebiet der mittelalterlichen Stadtmauergrenzen hinauszuwachsen, deshalb wurden auch große Teile der Stadtbefestigung abgetragen. Die Wälle und Gräben aus der Zeit des Dreißigjährigen Krieges wurden eingeebnet und zur Wallstraße. Fast alle Straßen wurden gepflastert und mit Bürgersteigen versehen, außerhalb der Stadt Chausseen als Überlandstraßen ausgebaut.
Anschluss an das deutsche Eisenbahnnetz erhielt Rostock 1850 mit der Verbindung nach Bützow-Kleinen, 1859 war dann über Güstrow und Neubrandenburg die Verbindung an die Strecke Stralsund-Neubrandenburg-Berlin hergestellt und seit 1870 führte eine Strecke von Hamburg nach Stettin. Die positiven Impulse wurden jedoch deutlich von den Einbußen überlagert, die der Rostocker Hafen durch die Schiene zu verzeichnen hatte.

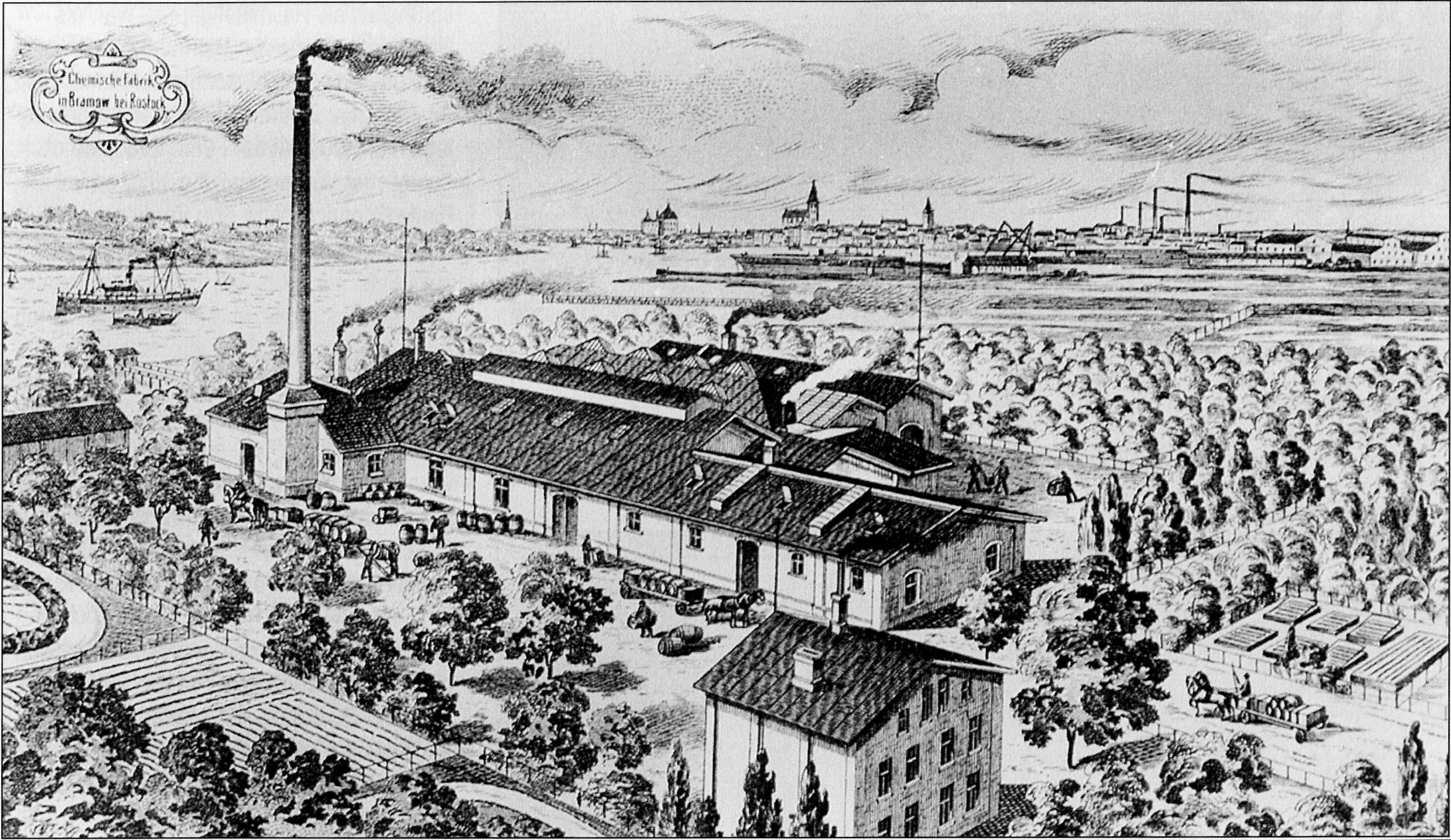
Chemische Fabrik von Fr.Witte in Bramow bei Rostock (ca. 1890)

Der Zunftzwang hemmte bis 1869 die Effektivität der Wirtschaft erheblich. Vor allem die Tabak- und Zigarrenhäuser der Stadt entwickelten im Manufaktur- oder Verlagssystem Ansätze industrieller Produktion, erfolgreich waren darüber hinaus besonders die Brennereien wie Krahnstöver, Lorenz oder Lehment. Erst die zweite Hälfte des 19. Jahrhunderts brachte der Stadt mit der Gewerbefreiheit und der umfassenden Industrialisierung einen neuen Reichtum.
Der erste deutsche Schraubendampfer wurde 1852 auf der Schiffswerft und Maschinenfabrik von Wilhelm Zeltz und Albrecht Tischbein fertiggestellt. Aus dem Unternehmen entstand 1890 als erster industrieller Großbetrieb Mecklenburgs die Actien-Gesellschaft „Neptun“ Schiffswerft und Maschinenfabrik in Rostock, die heutige Neptun Werft GmbH. Andere wachsende Wirtschaftszweige waren die chemische Industrie, vor allem die Fabriken des Friedrich Witte, der Landmaschinenbau sowie das Bauwesen und Dienstleistungsunternehmen.
Warnemünde entwickelte sich in den ersten Jahrzehnten des 19. Jahrhunderts zu einem der bedeutendsten Seekurorte in Deutschland. 1834 wurden dort die ersten Bäder errichtet, die für Damen und Herren noch getrennt waren. Dieser Bäderstandort entwickelte sich vor allem durch die günstigen Verkehrsverbindungen mit dem Zug nach Berlin und der Fähre nach Gedser weiter.

### Kaiserreich

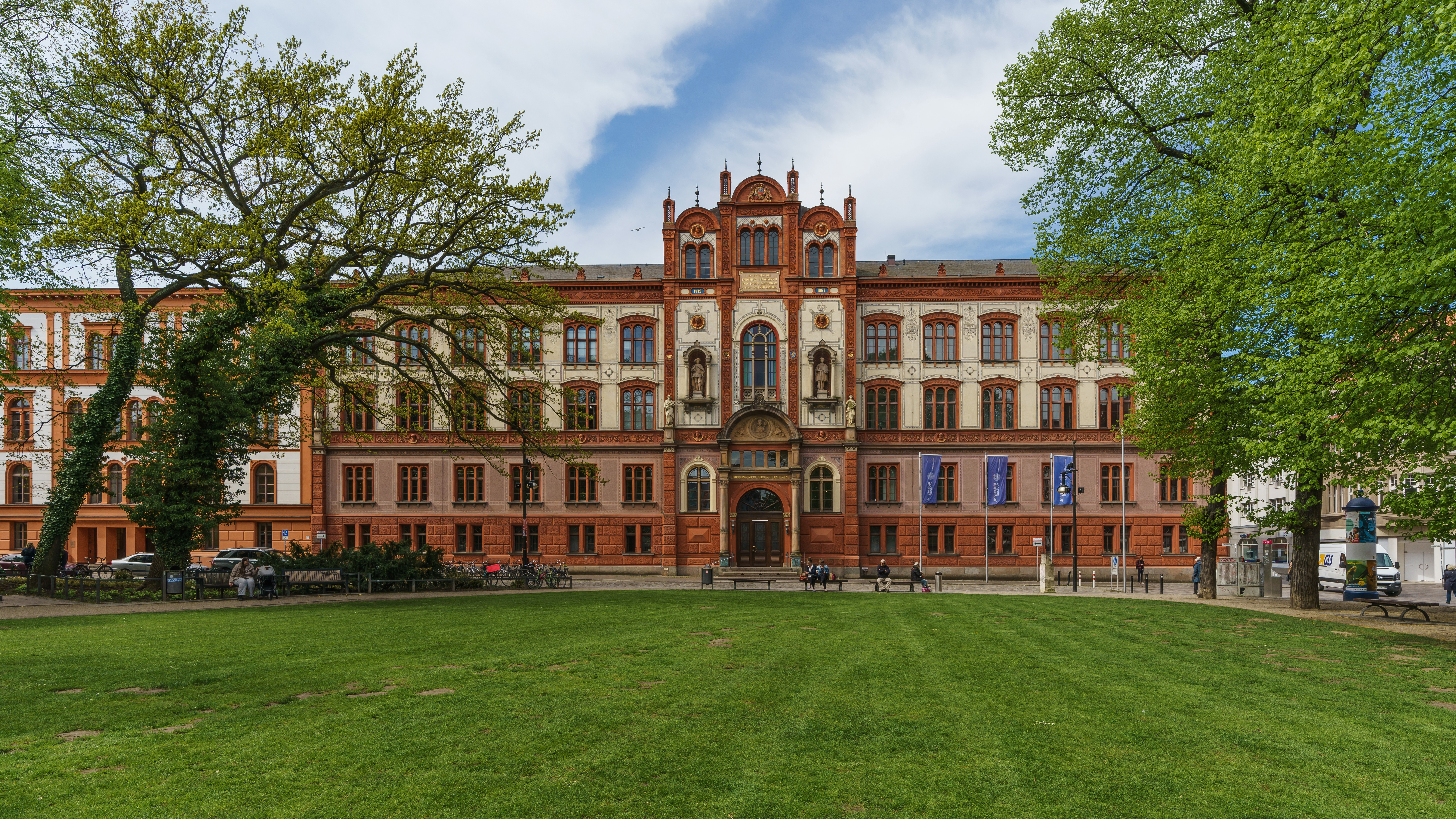
Das Hauptgebäude der Universität wurde 1870 im Stil der Neorenaissance gebaut.

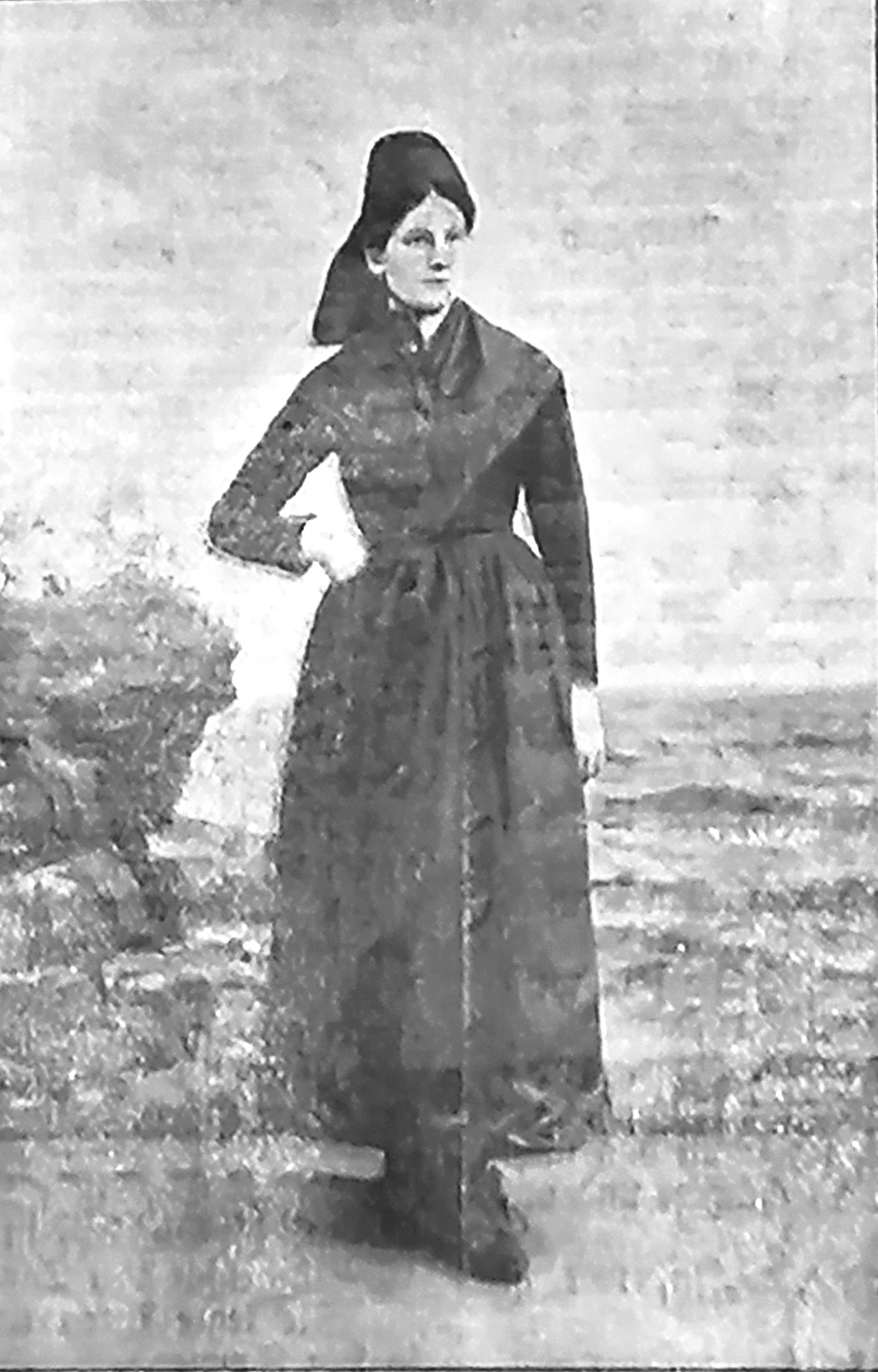
Warnemünderin im mecklenburgischen Trachtenfest zu Rostock (1907)

Die beiden mecklenburgischen Großherzogtümer waren am 21. August 1866 dem Norddeutschen Bund beigetreten und 1869 wurde Mecklenburg Mitglied des Deutschen Zollvereins. Als letzte deutsche Städte hatten Rostock und Wismar 1864 das Münzrecht aufgegeben. Auch das Rostocker Bürgerrecht hörte auf zu existieren und erstmals seit 1350 konnten sich wieder Juden in der Stadt ansiedeln. Zwischen der Reichsgründung 1871 und dem Gründerkrach 1873 erlebte auch Rostock einen Höhepunkt der dynamischen Entwicklungen des 19. Jahrhunderts, allerdings blieb Rostock insgesamt in seiner Entwicklung hinter den meisten deutschen Städten vergleichbarer Größe zurück.

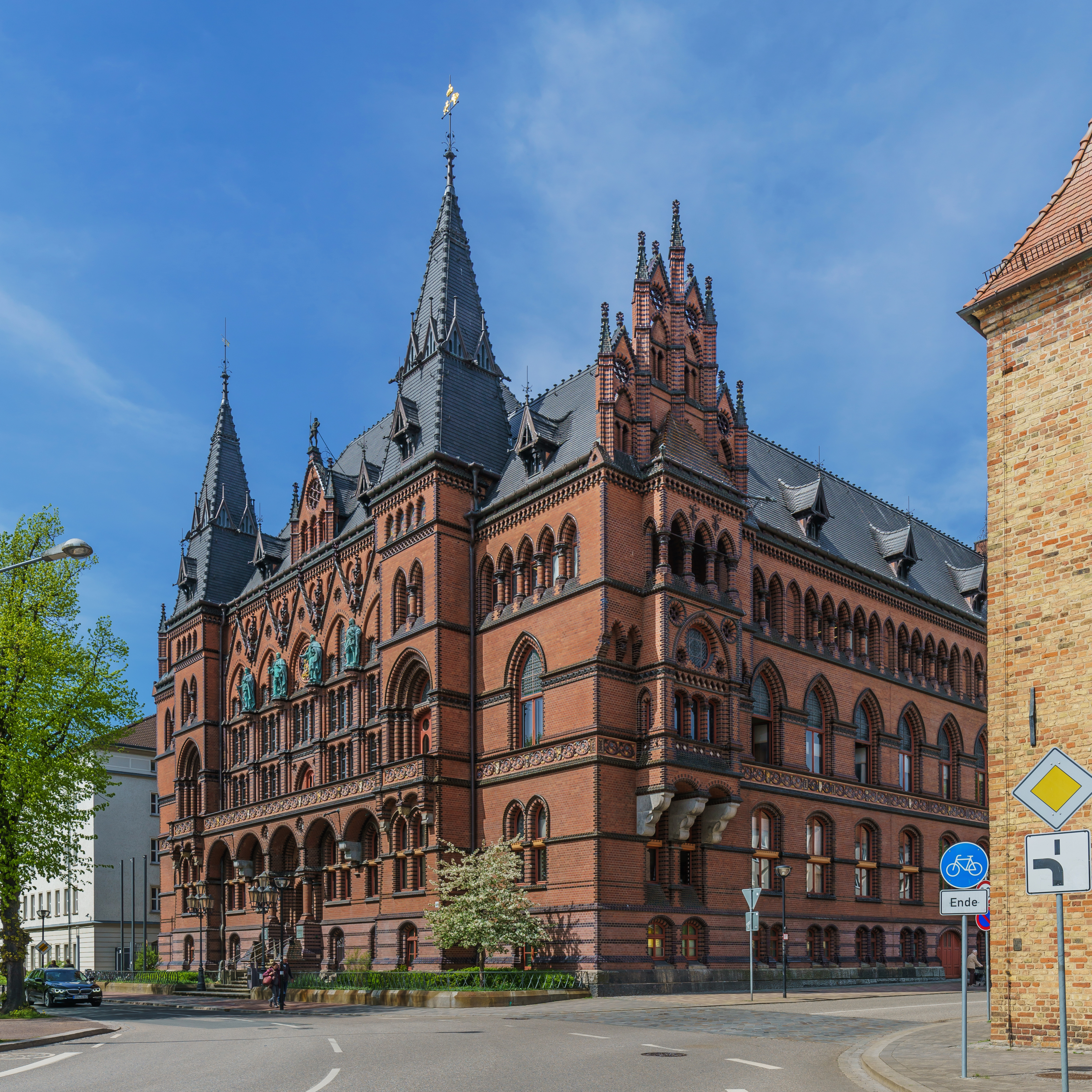
Im 1893 eingeweihten neogotischen Ständehaus (heute Oberlandesgericht) tagten bis 1918 die mecklenburgischen Landstände.

Die Industrialisierung sorgte dafür, dass Rostock um etwa 1000 Einwohner pro Jahr wuchs. Hatte die Stadt 1806 noch 12.756 Einwohner, waren es 1900 54.713, so dass die Stadt in westliche Richtung um das Arbeiterviertel Kröpeliner-Tor-Vorstadt und südlich um das Villenviertel der Steintor-Vorstadt erweitert wurde. Bebauungspläne lagen für die bis dahin wild wachsenden Vorstädte erst seit den späten 1880er Jahren vor. Mit der Heiligen-Geist-Kirche in der westlichen Vorstadt entstand in den Jahren 1905 bis 1908 der erste Rostocker Kirchenbau seit dem Mittelalter. Die rasante Wirtschafts- und Einwohnerentwicklung zwang in allen Bereichen zur umfassenden Modernisierung der Infrastruktur der Stadt.
Politisch blieb die Wahl des Rates auf eine relativ kleine Gruppe von Bürgern beschränkt. Das Reichstagsmandat des Wahlbezirks Rostock/Bad Doberan fiel regelmäßig wechselnd an Vertreter der Nationalliberalen Partei (NLP) und der Deutschen Fortschrittspartei. Unter der Arbeiterschaft war 1872 eine Ortsgruppe des Allgemeinen Deutschen Arbeitervereins gegründet worden und die Sozialdemokratie gewann zunehmend an politischem Gewicht. 1890 wurde erstmals der 1. Mai gefeiert und 1898–1906 sowie ab 1912 hatte Joseph Herzfeld das Reichstagsmandat für den fünften mecklenburgischen Wahlkreis inne. Seit 1892 verfügte die SPD mit der Mecklenburgischen Volks-Zeitung über eine eigene Zeitung. Die Rostocker Zeitung blieb die Stimme der Liberalen, der Rostocker Anzeiger war seit 1881 die Zeitung der bürgerlichen Kreise und bestimmte bald die Medienlandschaft Mecklenburgs.
Massenhaft entstanden Vereine, die auf nahezu allen Feldern des öffentlichen Lebens aktiv waren. Um kulturelle Angelegenheiten bemühten sich besonders der Rostocker Kunstverein von 1841 und der Verein für Rostocker Altertümer von 1883. In großer Zahl wurden Gesangs- und Sportvereine gegründet. Von öffentlicher Seite wurde das Kulturleben maßgeblich durch das Theater geprägt, das auch Musiktheater und Orchester einschloss.

## 20. Jahrhundert

### Erster Weltkrieg und Novemberrevolution

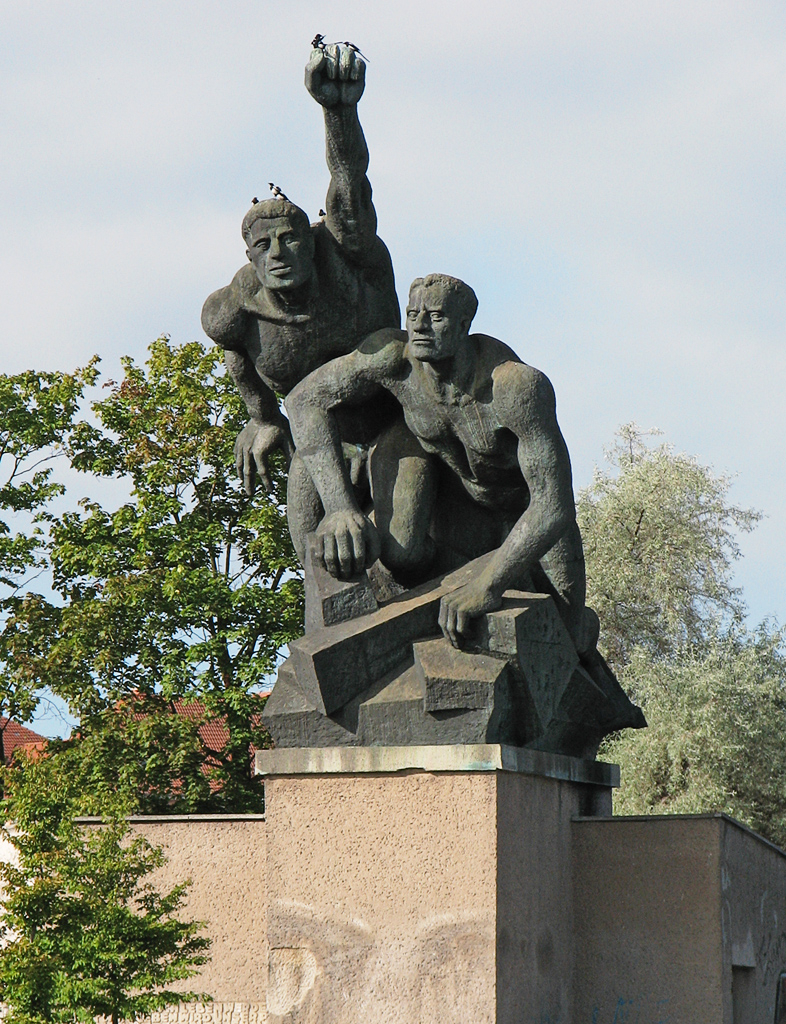
Gedenkstätte revolutionärer Matrosen am Kabutzenhof (errichtet 1977).

Während des Ersten Weltkriegs gingen Rohstoffe und Lebensmittel zu einem großen Teil an die Front, so dass mit jedem Monat Not und Entbehrungen zunahmen, Krankheiten wie Typhus waren die Folge des Mangels. Der gesamte Landstrich nördlich der Bahnstrecke Wismar-Rostock-Ribnitz wurde zum militärischen Sondergebiet erklärt, so dass auch das Betreten Warnemündes nur noch mit einem speziellen Ausweis möglich war. Ab 1917 kam es trotz drastischer Strafandrohungen zu Unruhen und Streiks. Im November wurden in der politisierten Atmosphäre innerhalb nur weniger Tage Ortsgruppen der Deutschen Vaterlandspartei, des Liberalen Vereins, der Fortschrittlichen Volkspartei, aus der ein Jahr später die sehr einflussreiche Deutsche Demokratische Partei hervorging, und die Unabhängige Sozialdemokratische Partei Deutschlands (USPD), von der sich später die Kommunistische Partei Deutschlands abspaltete, mit zum Teil mehreren hundert Mitgliedern, gegründet. Am 30. Januar 1918 fand im Gewerkschaftshaus „Philharmonie“ eine Frauenkundgebung für den Frieden statt.
Zwei Tage nachdem Marineeinheiten am 3. November 1918 in Kiel Kriegsschiffe in ihre Gewalt gebracht hatten, liefen Torpedoboote mit roter Flagge und Kieler Matrosen an Bord in Warnemünde ein. Schon einen Tag später gründeten 1500 Matrosen, Infanteristen und Landsturmleute einen Soldatenrat, dem sich die Arbeiter der Neptunwerft, der Munitionsfabrik R. Dolberg und anderer Betriebe solidarisch erklärten und am 7. November einen Arbeiterrat bildeten. Am 14. November dankte der mecklenburgische Großherzog ab, auf den öffentlichen Gebäuden Rostocks wehten nun rote Fahnen. In Mecklenburg dominierte klar die reformerische Richtung der SPD, die eine parlamentarische Demokratie anstrebte und Gewalt ablehnte. Radikale Kräfte der USPD und des Spartakusbundes, die die Novemberrevolution mit Räterepublik und Klassenkampf fortsetzen wollten, konnten sich dagegen nicht durchsetzen.
Ende Dezember 1918 fanden Kommunalwahlen sowie Wahlen zum Verfassungsgebenden Landtag und zur Weimarer Nationalversammlung statt. Auch für die Stadt wurde – erstmals in allgemeiner, gleicher und geheimer Wahl sowie mit aktivem und passivem Frauenstimmrecht – eine verfassungsgebende Versammlung gewählt. Stärkste Kraft der Bürgervertretung wurde die SPD mit 31 Mandaten vor der DDP (23), der DVP (10) und der USPD (2). Mit den Umwälzungen im Deutschen Reich und im neuen Freistaat Mecklenburg-Schwerin verloren die Städte endgültig ihre politische Souveränität.

### Weimarer Republik
Die Zeit der Weimarer Republik war auch in Rostock von wirtschaftlichen Krisen, Massenarbeitslosigkeit, Inflation und einer Zersplitterung der politischen Parteien geprägt, Demonstrationen und Streiks waren an der Tagesordnung. Impulse für die Wirtschaft konnte vor allem der Flugzeugbau in Warnemünde mit den beiden Anfang der 1920er Jahre gegründeten Unternehmen von Heinkel und Arado geben. Mit dem Flugplatz Hohe Düne, die unter dem Tarnnamen „Seeflug GmbH“ tätige Pilotenschule der Reichsmarine, einer privaten Flugschule und einer Nachtpost-Fluglinie der Junkers Luftverkehr AG war der Ort zum Zentrum der Flugzeugindustrie geworden.
Wichtigstes Industrieunternehmen blieb die Neptun-Werft. Die Zahl der Rostocker Dampfer erreichte 1921 mit 18 Schiffen ihren Tiefstand. 1933 arbeiteten 51,75 % der Berufstätigen im Bereich Handel und Verkehr. Die Verarbeitende Industrie und der Hafen stellten sich ganz auf den Export von Landwirtschaftserzeugnissen ein.
Um der allgemeinen Wohnungsnot zu begegnen, wurde die Kröpeliner-Tor-Vorstadt erweitert und vor den Toren der Stadt entstanden fünf neue Siedlungen: Die Gartenstadt, Stadtweide, Reutershagen, Brinckmansdorf und der Ausbau des Industriegebietes Bramow mit Wohnhäusern. Um 1928 wurden mit dem Hansaviertel und anderen Vierteln weitere Wohnsiedlungen erschlossen.
Dem Kapp-Putsch 1920, der in Mecklenburg von Generalmajor Paul von Lettow-Vorbeck geleitet wurde, waren die Arbeiterparteien mit einer Arbeiterwehr und Generalstreik begegnet. Unterstützt wurden sie dabei von der DDP.
Etwa ab dem Krisenjahr 1923 radikalisierte sich sowohl das linke wie das rechte politische Spektrum. Seit Dezember 1922 war die Deutschvölkische Freiheitspartei zum Sammelbecken rechtsradikaler Kräfte in Mecklenburg geworden, die in Rostock das Parteiblatt Mecklenburger Warte herausgab.
Getarnt als National-Soziale Vereinigung entstand am 5. März 1924 in Rostock die erste Ortsgruppe der NSDAP Mecklenburgs. Aus wahltaktischen Gründen schlossen sie sich zunächst der DVFrP an, seit Anfang 1925 erfolgte dann der Aufbau einer eigenständigen Parteiorganisation. Im November 1930 zog die NSDAP mit 16 Abgeordneten als zweitstärkste Fraktion nach der SPD in die Bürgervertretung ein. Im Januar des darauffolgenden Jahres konnten die Nationalsozialisten einen ersten und im Oktober bereits einen zweiten Stadtrat in den Rat wählen lassen.
Bei den Landtagswahlen im Juni 1932 entfielen in Rostock 40,33 % der abgegebenen Stimmen auf die Nationalsozialisten. Die Kreisleitung sorgte für entsprechende Propaganda, deren Höhepunkte zwei Wahlveranstaltungen mit Adolf Hitler als Redner darstellten. In der Folgezeit verstärkte sich aggressiv und demonstrativ die Präsenz der Nationalsozialisten auf Rostocks Straßen. Kurz darauf kamen erste Verhaftungen und Hausdurchsuchungen dazu, um aktiv politische Gegner einzuschüchtern. Besonders aus den Reihen der SA kam es zu Ausschreitungen und willkürlichen Übergriffen jenseits aller gesetzlichen Grundlagen.

### Zeit des Nationalsozialismus
Am Vorabend der Reichstagswahl 1933 wurden 21 Rostocker Kommunisten in „Schutzhaft“ genommen. Zwar durften alle Parteien zur Wahl antreten, doch schränkten Presseverbot, Hausdurchsuchungen sowie Demonstrations- und Kundgebungsverbote den Wahlkampf der Linksgruppierungen erheblich ein. Die NSDAP wurde in Rostock mit 35,5 % stärkste Partei, jedoch erst im Verband mit der deutschnationalen Kampffront Schwarz-Weiß-Rot (20,3 %) meinte eine Mehrheit von rund 56 % der Rostocker Wähler sich mit dem nationalsozialistisch-konservativen Kabinett unter Hitler arrangieren zu können. Bei dieser letzten, schon nicht mehr freien Wahl, konnte die SPD mit 30,8 % ihr Ergebnis vom November halten, die KPD erzielte 8,7 % der Stimmen.
Mit der Gleichschaltung der Länder mit dem Reich wurden sämtliche KPD-Mandate aufgehoben und die Stadtverordnetenversammlung auf der Grundlage der jüngsten Reichstagswahlergebnisse neu zusammengesetzt. Da einige bürgerliche Parteien die Wahlinszenierung über die Besetzung der zugewiesenen Mandate boykottierten und die DVP und der Christlich-Soziale Volksdienst ihre Mandate auf die NSDAP übertrugen, setzte sich der neue Stadtrat aus 15 Abgeordneten der NSDAP, 12 der SPD und 8 der Kampffront Schwarz-Weiß-Rot zusammen.
Auf Grund des Gesetzes zur Wiederherstellung des Berufsbeamtentums wurden 31 Ämter mit politisch zuverlässigen Personen neu besetzt. Besonders betroffen war die Feuerwehr, aus deren Dienst 14 Sympathisanten der SPD oder KPD entfernt wurden. Aus dem Polizeidienst wurden fünf Beamte entlassen. Da es der NSDAP an geeigneten Verwaltungsfachleuten mangelte, erhöhte sich die Zahl der Betroffenen bis November 1939 nur auf 39. Aus dem gleichen Grund konnte der konservative Oberbürgermeister Robert Grabow zunächst nicht ersetzt werden, bis Walter Volgmann im April 1935 sein Amt übernahm. Gleichzeitig beseitigte die Deutsche Gemeindeordnung die Stadtverordnetenversammlung als kommunales Entscheidungsorgan.
Am 16. März 1933 wurden alle sozialdemokratischen Verbände Mecklenburgs sowie diesen nahestehende Einrichtungen und Vereine verboten, vier Tage später mehrere Funktionäre verhaftet. Inhaftierungen prominenter Gewerkschaftsführer folgten am 2. Mai 1933. Nach dem reichsweiten Verbot der SPD am 22. Juni 1933 bestand der Stadtrat ausschließlich aus Nationalsozialisten.
Die deutschlandweit organisierte Bücherverbrennung der Werke bürgerlich-humanistischer, marxistischer und jüdischer Autoren am 10. Mai 1933 fand in Rostock auf dem Vögenteichplatz statt. Vor der Universität stand ein sogenannter Schandpfahl, an dem Studenten Beispiele angeblich zersetzender Literatur angeschlagen hatten.
Der Auftakt zum „Judenboykott“ erfolgte in Rostock bereits am 30. März 1933 mit der Postierung von SA-Leuten vor jüdischen Geschäften und setzte sich am Folgetag mit einer Großkundgebung auf der Reiferbahn fort. Der Boykott von insgesamt 57 Rostocker Geschäften, Arztpraxen und Anwaltskanzleien wurde mit Einschüchterung und Gewalt durchgesetzt. Im Jahre 1938 erreichte die Judenverfolgung eine neue Dimension. Maßnahmen wie erhöhte Steuerforderungen und Löschung aus dem Handelsregister zwangen jüdische Geschäftsinhaber zur Aufgabe ihrer Unternehmen. Die Verdrängung jüdischer Unternehmen fand Mitte 1939 ihren Abschluss. In Rostock wurden im Rahmen der „Polenaktion“ am 28. Oktober 1938 insgesamt 37 Juden verhaftet und nach Polen abgeschoben. Im Zuge des von den Nationalsozialisten entfesselten Pogroms brannte am 10. November 1938 die Synagoge in der Augustenstraße. Dem Brandanschlag folgte unmittelbar eine Welle der Gewalt. SA- und SS-Trupps besetzten Häuser, Wohnungen und Geschäfte, zerstörten Einrichtungsgegenstände und tyrannisierten jüdische Bürger. 64 von der Gestapo verhaftete Juden wurden in die Strafanstalt Altstrelitz eingewiesen, wo sie erschwerten Haftbedingungen ausgesetzt waren. Die Auswanderung der restlichen Juden unterstützte der Vorsitzende der jüdischen Gemeinde Arnold Bernhard mit den Erträgen aus dem Zwangsverkauf des Synagogengrundstücks.

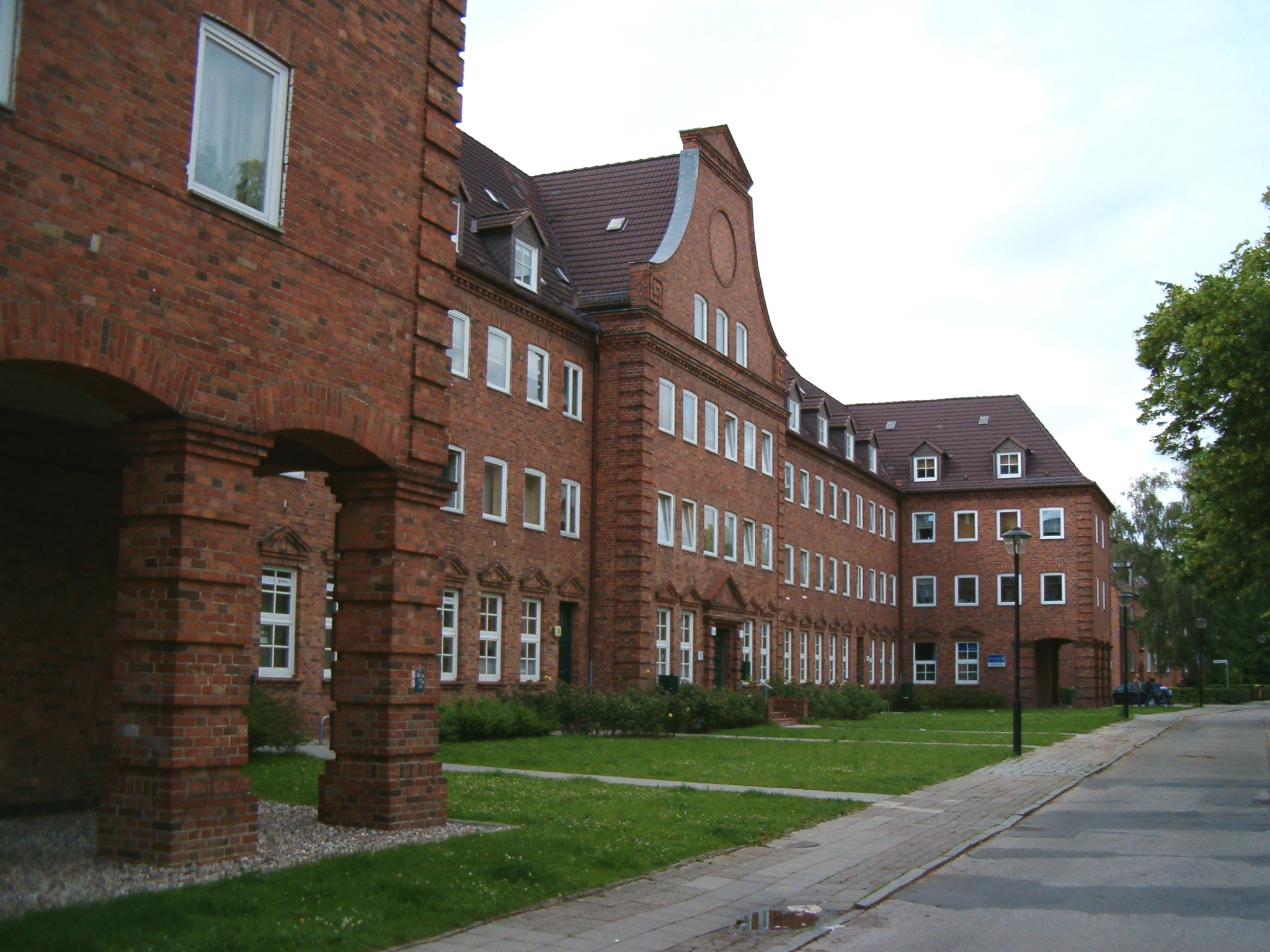
Der Wiener Platz und die angrenzenden Straßen sind Siedlungsbauprojekte der späten 1930er Jahre.

Bis Ende der 1930er Jahre stabilisierten sich die Lebensverhältnisse. Die militärische Aufrüstung brachte Rostock als wichtigen Standort der Rüstungsindustrie einen deutlichen wirtschaftlichen Aufschwung. Das am 3. Dezember 1934 eingeweihte und ursprünglich für 2100 Arbeitskräfte geplante Stammwerk der Firma Heinkel beschäftigte 1941 etwa 15.000 Arbeiter und Angestellte, die Zahl der Beschäftigten im Flugzeugwerk Arado in Warnemünde war von 100 im Jahr 1933 auf 3.500 in den Jahren 1937/38 angewachsen. Die Neptunwerft, die 1933 lediglich 90 Arbeitskräfte beschäftigte und kurz vor dem Ruin gestanden hatte, bot 1938 wieder 1800 Arbeitsplätze.
1935 hatte Rostock erstmals 100.000 Einwohner und konnte sich damit Großstadt nennen, im Mai 1939 lag die Einwohnerzahl bereits bei 121.192. Um auf diesen enormen Zuwachs zu reagieren, förderte die Stadt insbesondere mit Arbeitsbeschaffungsmaßnahmen den Wohnungs- und Straßenbau. Die Stadterweiterung erfolgte in erster Linie Richtung Westen, wo auch die Heinkel-Werke angesiedelt waren. Außerhalb der Stadt entstanden die Siedlungen Dierkow und Reutershagen.

### Zweiter Weltkrieg

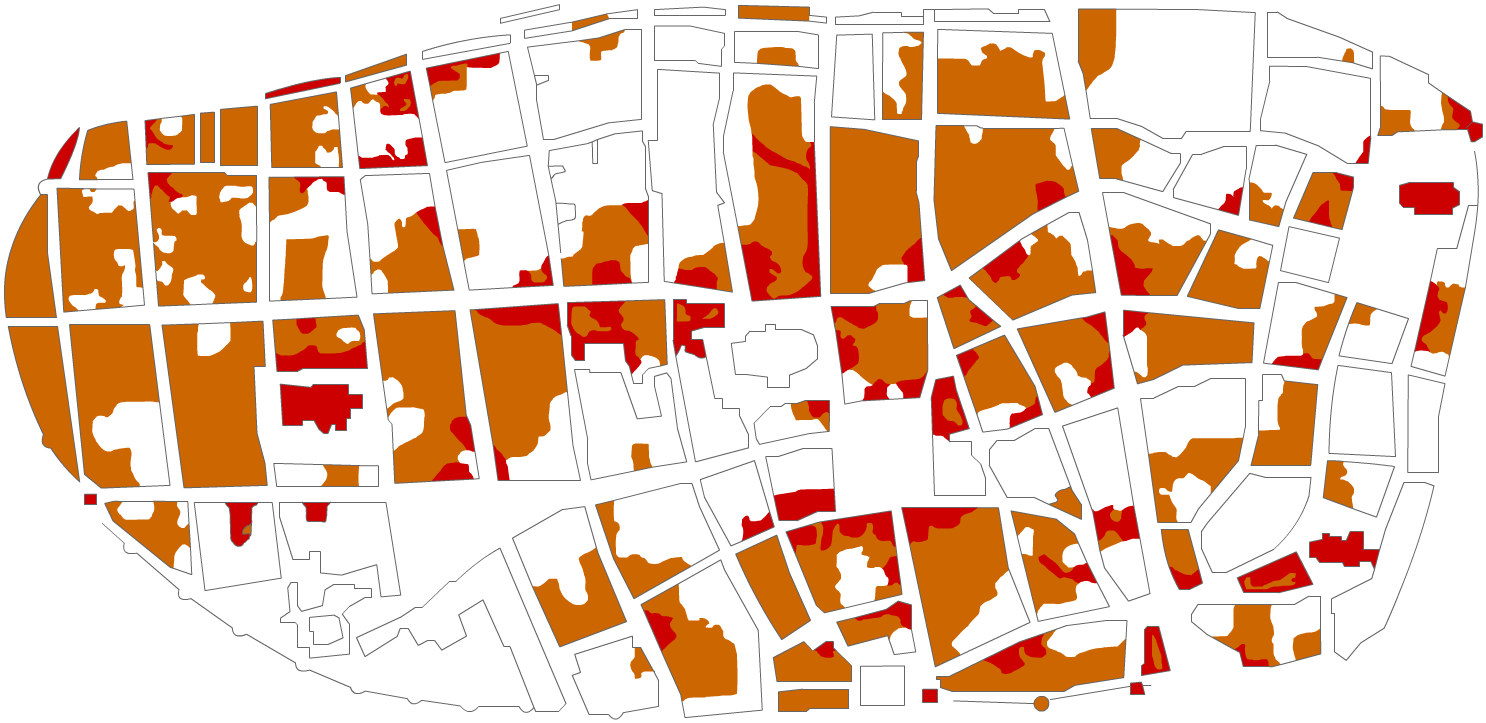
Zerstörungen in der historischen Innenstadt durch die Bombardierungen 1942.

Der durch Rekrutierungen verursachte Personalmangel in den Rüstungsbetrieben wurde durch Dienstverpflichtungen der einheimischen Bevölkerung und durch ausländische Zwangsarbeiter und Kriegsgefangene kompensiert, von denen im Oktober 1943 etwa 14.500 unter katastrophalen Bedingungen in 19 Lagern lebten. Noch schlimmer waren die Verhältnisse für rund 2000 Häftlinge aus dem Konzentrationslager Ravensbrück, die in den Heinkel-Werken zum Einsatz kamen.

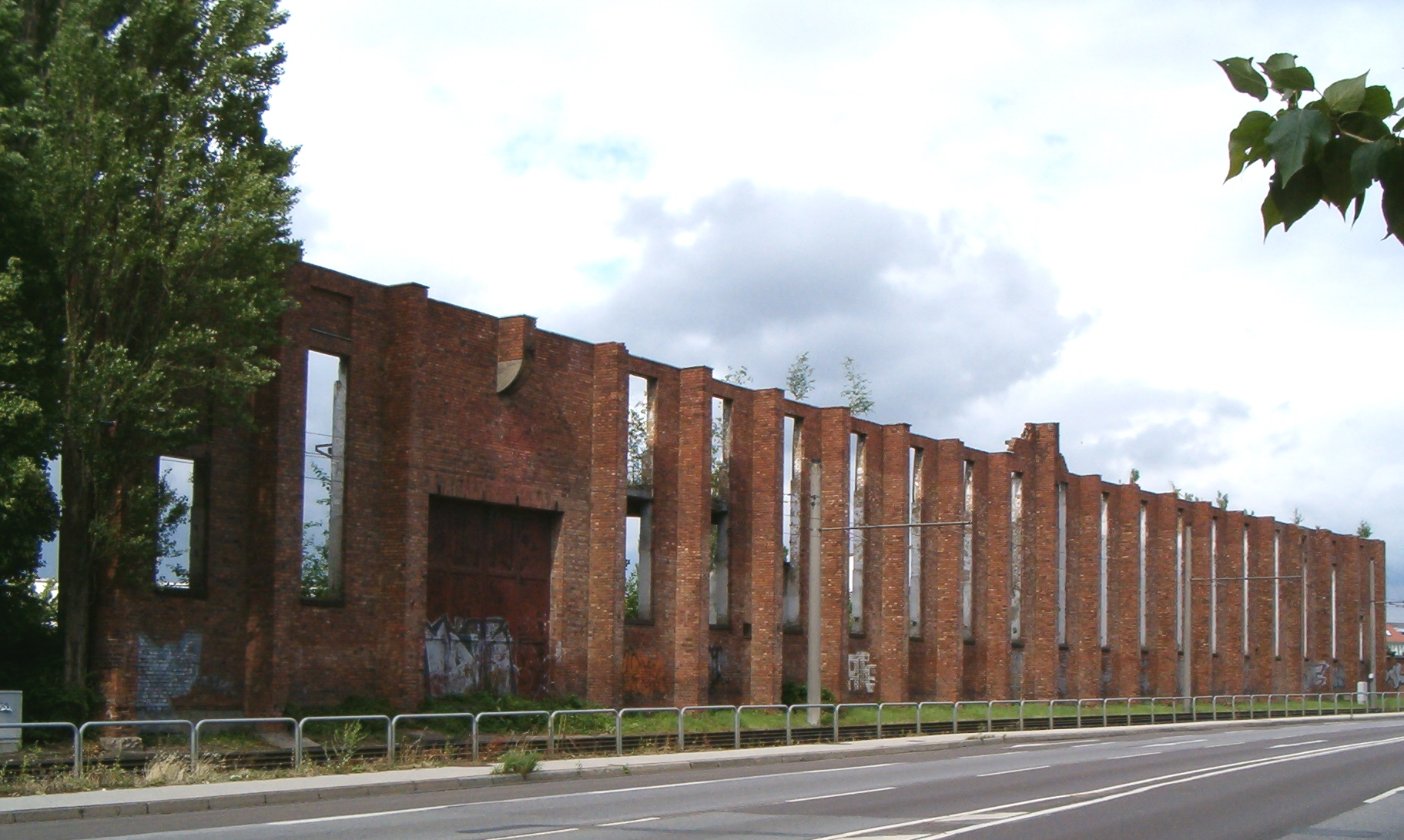
Die Anlagen der Ernst Heinkel Flugzeugwerke machten Rostock zu einem bevorzugten Ziel alliierter Bombenangriffe. Die übrig gebliebene Fabrikwand wurde trotz Denkmalschutz 2018 abgerissen.

Als Zentrum der Rüstungsindustrie des Dritten Reichs wurde Rostock schon 1940 Ziel von Luftangriffen der Royal Air Force. Besonders schwere Flächenbombardements mit Brandbomben im Rahmen der Area bombing directive trafen die Stadt in den Nächten vom 23. auf den 24. und vom 26. auf den 27. April 1942, bei denen gleichermaßen die Rüstungsbetriebe und die Innenstadt das Ziel waren. Die Heinkel- und die Arado-Werke sowie eine U-Boot-Werft wurden schwer getroffen. In der mittelalterlichen Innenstadt brannten die Nikolaikirche, die Jakobikirche und die Petrikirche mit nahezu der gesamten Ausstattung der drei Gotteshäuser aus. Desgleichen blieben vom Steintor, dem Kuhtor und dem Petritor lediglich die Umfassungsmauern erhalten. An administrativen Gebäuden wurden u. a. das Landratsamt, das Amts- und das Oberlandesgericht, das Post- und Telegrafenamt, das Stadttheater, ferner zwei Kliniken, acht Schulen sowie Versorgungseinrichtungen wie das Gas- und Wasserwerk zerstört bzw. schwer beschädigt. Ganze Straßenzüge, insbesondere nördlich und nordöstlich des Neuen Marktes bis zur Grubenstraße, aber auch an vielen anderen Ecken der Innenstadt, wurden ausgelöscht. Allein bei den vier Angriffen im April 1942 kamen 221 Menschen ums Leben, 30.000–40.000 wurden obdachlos. Zu diesem Zeitpunkt war Rostock die am schwersten zerstörte Stadt Deutschlands. Besonders betroffen war die historische Innenstadt. Am Ende des Krieges waren hier von den 10.535 Wohnhäusern 2611 vollständig zerstört, weitere 6.735 beschädigt. Das waren 47,7 % der Wohnungen und 42,2 % der wirtschaftlich genutzten Gebäude.
Gegen Regime- und Kriegsgegner wurde mit äußerster Härte vorgegangen: Allein 1942 endeten von 78 Sondergerichtsverfahren 19 mit der Todesstrafe. Ebenso verfiel der Todesstrafe, wer sich nach herrenlosen Gegenständen bückte, also „plünderte“. Von den bei Kriegsbeginn noch 70 in Rostock lebenden Juden, die jetzt keine Möglichkeit mehr hatten, Deutschland zu verlassen, überlebten nur 14. Die meisten waren 1942 und 1943 in die Konzentrationslager Auschwitz und Theresienstadt deportiert und dort ermordet worden.

### Kriegsende
Im Frühjahr 1945 wurde Rostock von fliehenden Wehrmachtsangehörigen und westwärts ziehenden Flüchtlingstrecks überflutet. Ab Ende März 1945 wurde durch die NSDAP-Kreisleitung verfügt, dass alle arbeitsfähigen Rostocker vor den Toren der Stadt Gräben ausheben und Panzersperren bauen sollten, um Rostock zu einer Festung auszubauen. An den Brücken über die Warnow wurden Sprengladungen montiert. Auch alle lebenswichtigen Betriebe wurden zur Sprengung vorbereitet. Über Funk wurden die Rostocker jeden Abend zum Durchhalten bis zum Äußersten aufgerufen. Angst und Chaos herrschte in der Stadt, die am 30. April in einem Tumult mündete, als Rostocker Bürger Lebensmittellager und -geschäfte plünderten, um sich mit Vorräten zu versorgen. Die Angst vor der Roten Armee war nach der Zerstörung der Städte Friedland, Demmin, Neubrandenburg, Penzlin und Malchin groß und führte in der Folge zur Flucht vieler Rostocker in Richtung Westen, teils auf dem Land- aber auch auf dem Seeweg. Viele Größen aus Politik und Wirtschaft nutzten die Ausfahrt der letzten elf Schiffe am 30. April und 1. Mai zur Flucht. Etliche NSDAP-Funktionäre nahmen sich das Leben, darunter Oberbürgermeister Volgmann und sein Stellvertreter Robert Grabow. Der NSDAP-Kreisleiter Otto Dettmann wurde durch die Alliierten später bei Wismar erschossen aufgefunden. Der mit ihm geflohene Polizeichef Sommer entkam nach Hamburg.
In den Mittagsstunden fuhren Panzer der 65. Armee der 2. Weißrussischen Front über die Tessiner Straße in die Stadt. Die Ausflugsgaststätte am Weißen Kreuz wurde von Panzern zerstört, weil sie mit einer Hakenkreuzfahne beflaggt war. Als das erste Fahrzeug die Mühlengrabenbrücke passierte, wurde die Sprengladung darunter gezündet und ein Panzer zerstört. Daraufhin begann der Beschuss der angrenzenden Stadtgebiete, wobei ein Munitionszug explodierte. Die Sprengung der Petribrücke wurde durch einen Feuerwehrmann in letzter Minute verhindert. Da der Weg über den Mühlendamm zerstört war, zogen die Einheiten über den Verbindungsweg und die Petribrücke nahezu kampflos in die Stadt ein.

### Nachkriegszeit und DDR

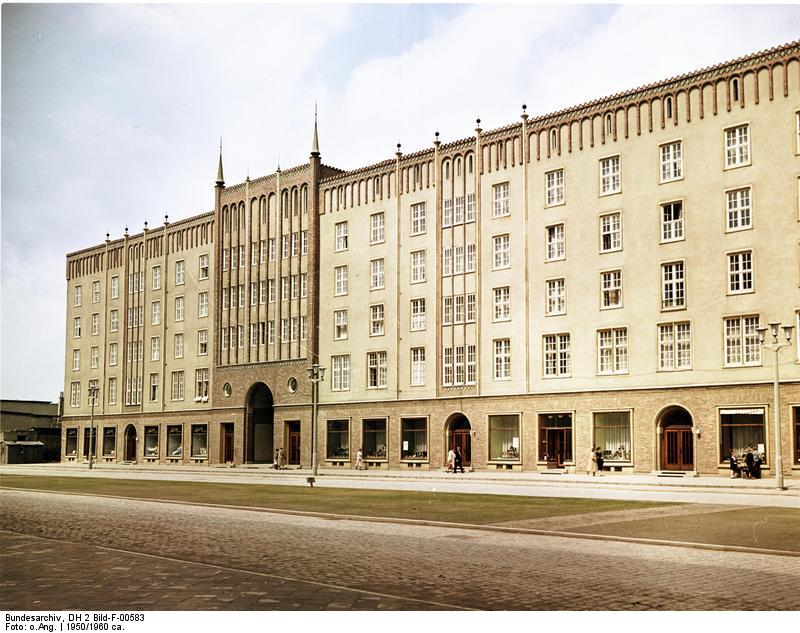
Straße des Nationalen Aufbaus (Lange Straße), frühestens 1958

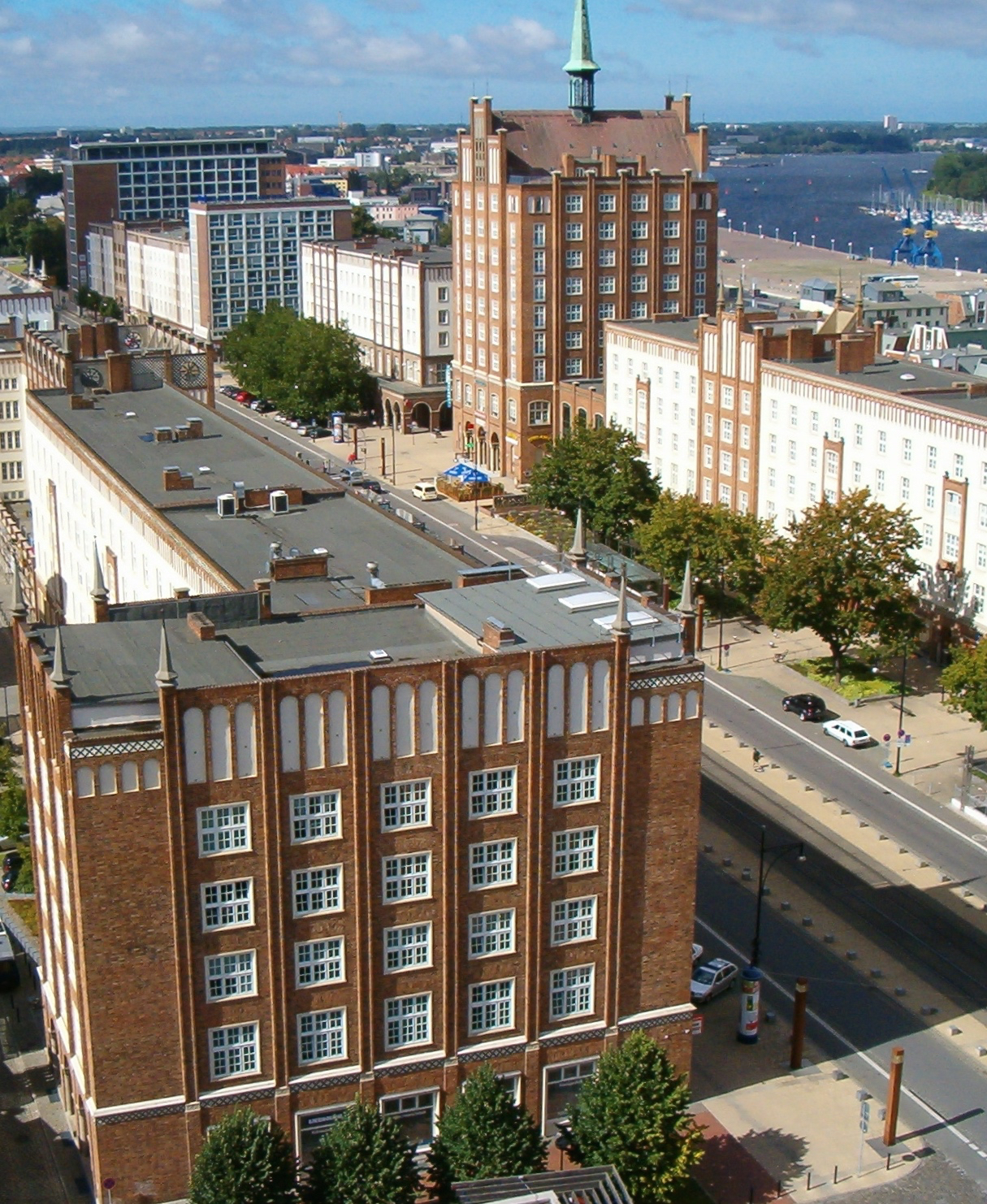
In den 1950er Jahren war der Bau der Langen Straße im Stadtzentrum ein Renommeeprojekt des Wiederaufbaus. Blick vom Turm der Marienkirche, im Hintergrund der Stadthafen und die Unterwarnow.

Bei Kriegsende waren nur noch 69.000 Menschen in Rostock verblieben. Durch Kriegsheimkehrer und den Zustrom Vertriebener, von denen Rostock in den ersten Jahren nach dem Krieg 33.000 aufnahm, stieg die Einwohnerzahl bis 1950 jedoch wieder auf den Vorkriegsstand. Die Überreste der weitgehend zerstörten Flugzeugwerke fielen als Reparationen an die Sowjetunion. Die Neptun-Werft wurde wieder aufgebaut und in Warnemünde entstand 1945/46 die Warnowwerft. Beide Werften führten anfangs fast ausschließlich Reparationsaufträge durch.
Viele Gebäude, darunter das Stadttheater, waren nach den Kriegszerstörungen nicht mehr zu retten, andere, wie die Jakobikirche und das Petritor, wurden aus ideologischen oder städteplanerischen Motiven abgerissen. 1949 begann man mit dem Wiederaufbau des nahezu vollständig zerstörten Stadtgebiets zwischen Marienkirche und Grubenstraße, wobei die historischen Straßenzüge nur teilweise rekonstruiert wurden.
Bei der ersten freien Wahl in der Sowjetischen Besatzungszone, der Kommunalwahl am 15. September 1946, erhielt die SED 48,87 %, die LDPD 27,7 %, die CDU 20,5 % und der Frauenausschuss 1,98 % der Stimmen. Wie wenig kommunale Selbstverwaltung gegenüber der beherrschenden Stellung der sowjetischen Militäradministration und den Machtansprüchen der Kommunisten möglich war, zeigt die Verhaftung des Rostocker Oberbürgermeisters Albert Schulz, der zwar der SED angehörte, aber der SPD entstammte und die Zwangsvereinigung mit der KPD ablehnte. Ideologische und ökonomische Repressionen wie die Einrichtung der Landwirtschaftlichen Produktionsgenossenschaften (LPG) oder die besonders Warnemünde treffende Aktion Rose sowie die massenhafte Flucht in den Westen führten zu Unzufriedenheit, die auch in Rostock am 17. Juni 1953 in Streiks und Demonstrationen der Arbeiter mündete.
Seit 1952 war Rostock durch die Verwaltungsreform Bezirksstadt. Die Stadt wurde systematisch aufgewertet, etwa mit der ab 1955 ausgerichteten Ostseewoche, die nach der Leipziger Messe die wichtigste Großveranstaltung der DDR mit internationalem Akzent wurde. Mit der Langen Straße in der Innenstadt und einem Neubaugebiet in Reutershagen im Stil des sozialistischen Klassizismus wurden ab 1953 die ersten Prestigeprojekte des Wiederaufbaus in Angriff genommen. Um auch im Fußball erstklassig zu sein, wurde 1954 kurzerhand aus dem kleinen sächsischen Ort Lauter der dortige Erstligaverein an die Warnow delegiert und spielte dort unter dem Namen Empor Rostock, woraus 1965 Hansa Rostock hervorging.
In den Folgejahren entwickelte sich die Stadt zum Schiffbau- und Schifffahrtszentrum der DDR und erlangte nicht zuletzt dadurch eine wachsende Bedeutung innerhalb der DDR. Neben den Werften entstanden 1949 das Dieselmotorenwerk, 1950 das spätere Fischkombinat und 1952 die Deutsche Seereederei Rostock (DSR). Infolge des Krieges und der deutschen Teilung verfügte die DDR zunächst über keinen bedeutenden Seehafen und musste auf Hamburg und Stettin ausweichen. So entstand zwischen 1957 und 1960 der Überseehafen Rostock. Auch die Hochschullandschaft folgte der maritimen Ausrichtung: Die Universität eröffnete 1951 einen Fachbereich für Schiffbau, später eine Technische Fakultät. Die Ingenieurschule für Schiffbautechnik Warnemünde wurde mit der Seefahrtschule Wustrow zusammengeschlossen.
Der wirtschaftliche Aufschwung ließ viele Zuwanderer nach Rostock strömen. Bis 1988 wuchs die Stadt auf über 250.000 Einwohner an. Auf der grünen Wiese entstanden im Nordwesten, im Nordosten und im Süden immer mehr der neuen Stadtteile in industrieller Plattenbauweise. Zuerst baute man auf Arealen, die planerisch bereits in den 1930er Jahren für den Wohnungsbau vorgesehen waren. In den Jahren von 1959 bis 1965 entstanden so die Ortsteile Reutershagen mit 9.772 Wohnungen und die Südstadt mit 7.917 Wohnungen. Danach folgte eine Ausweisung von Baugebieten, die nicht mehr direkt an das innere Stadtgebiet angrenzten. Im Nordwesten, zwischen dem bebauten Stadtgebiet Rostocks und Warnemünde, entstanden in den Jahren 1965 bis 1974 die Großwohnsiedlungen Lütten Klein mit 10.631 Wohnungen und Evershagen mit 8.732 Wohnungen, es folgten 1974 bis 1976 Lichtenhagen mit 6.925 Wohnungen, 1976 bis 1979 Schmarl mit 4908 Wohnungen und Groß Klein mit 8.200 Wohnungen in den Jahren 1979 bis 1983. Um den Schwerpunkt der Stadtentwicklung mehr in die Mitte Rostocks zurückzuführen, wurden die nächsten Gebiete im Nordosten der Stadt geplant. Von 1983 bis 1989 entstanden so die Siedlungen Dierkow mit 7.530 Wohnungen und Toitenwinkel mit 6.549 Wohnungen. Insgesamt wurden in der Zeit der industriellen Bauweise 54.000 Wohnungen gebaut, in der mehr als die Hälfte aller Rostocker lebten.

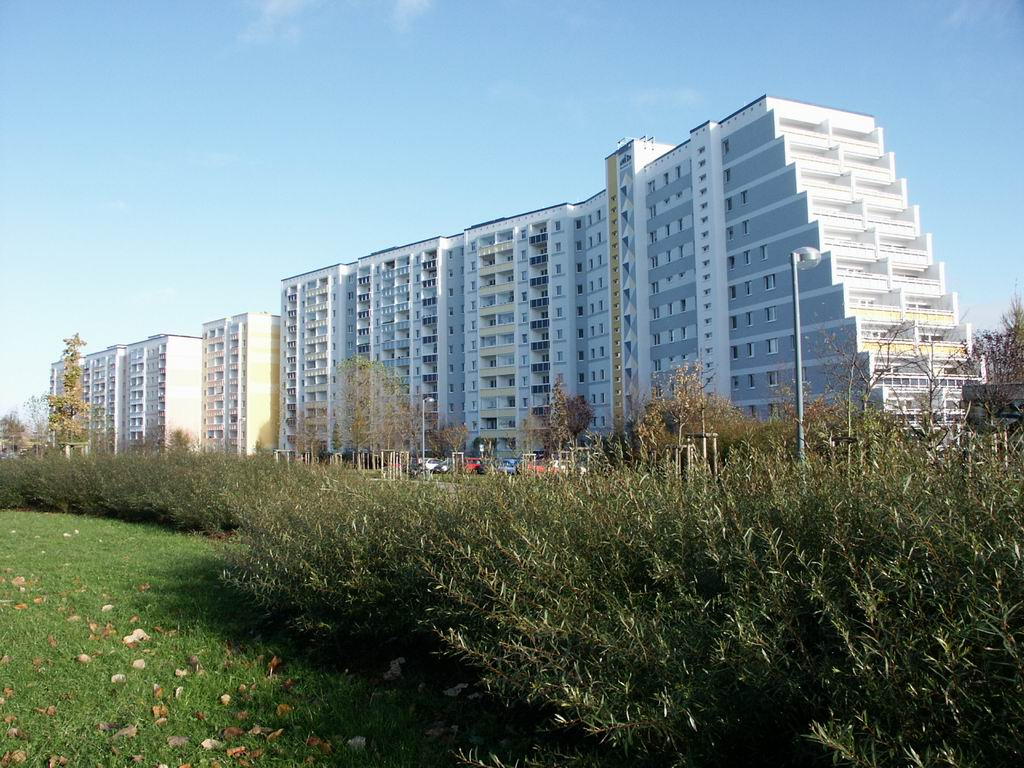
Großwohnsiedlung in Rostock–Evershagen

Jedoch konnte die Entwicklung der Infrastruktur und von Freizeit- und Einkaufsmöglichkeiten kaum mithalten. Außerdem wurden viele Altbauten in der Innenstadt dem Verfall preisgegeben. Die nördliche Altstadt, wo die Kriegsschäden nur dürftig repariert worden waren, wurde Anfang der 1980er Jahre nahezu komplett abgerissen und einige Jahre später durch Plattenbauten ersetzt. Immerhin wurden dabei Elemente norddeutscher Giebelbauweise berücksichtigt.
Unzureichende Investitionen führten, wie vielerorts in der DDR, auch in Rostock zu einer sichtbaren Stagnation der Wirtschaft und zu Versorgungslücken. Fehlende politische Freiheiten und Einflussmöglichkeiten ließen die Unzufriedenheit weiter wachsen. Dennoch erreichten die 1989 aufkeimenden Demonstrationen – im Gegensatz zum Süden der Republik – erst relativ spät eine größere Öffentlichkeit. Während der Umbruchszeit 1989 waren die Rostocker Kirchen Anlaufstellen oppositioneller Kräfte, die sich in der Marienkirche zu Mahngottesdiensten unter der Leitung von Pastor Joachim Gauck versammelten. Die erste Donnerstagsdemonstration fand am 19. Oktober statt. Ende November wurde dann auch in Rostock ein Runder Tisch gebildet, um aktiv den politischen Umbruch mitzugestalten.

### Deutsche Einheit

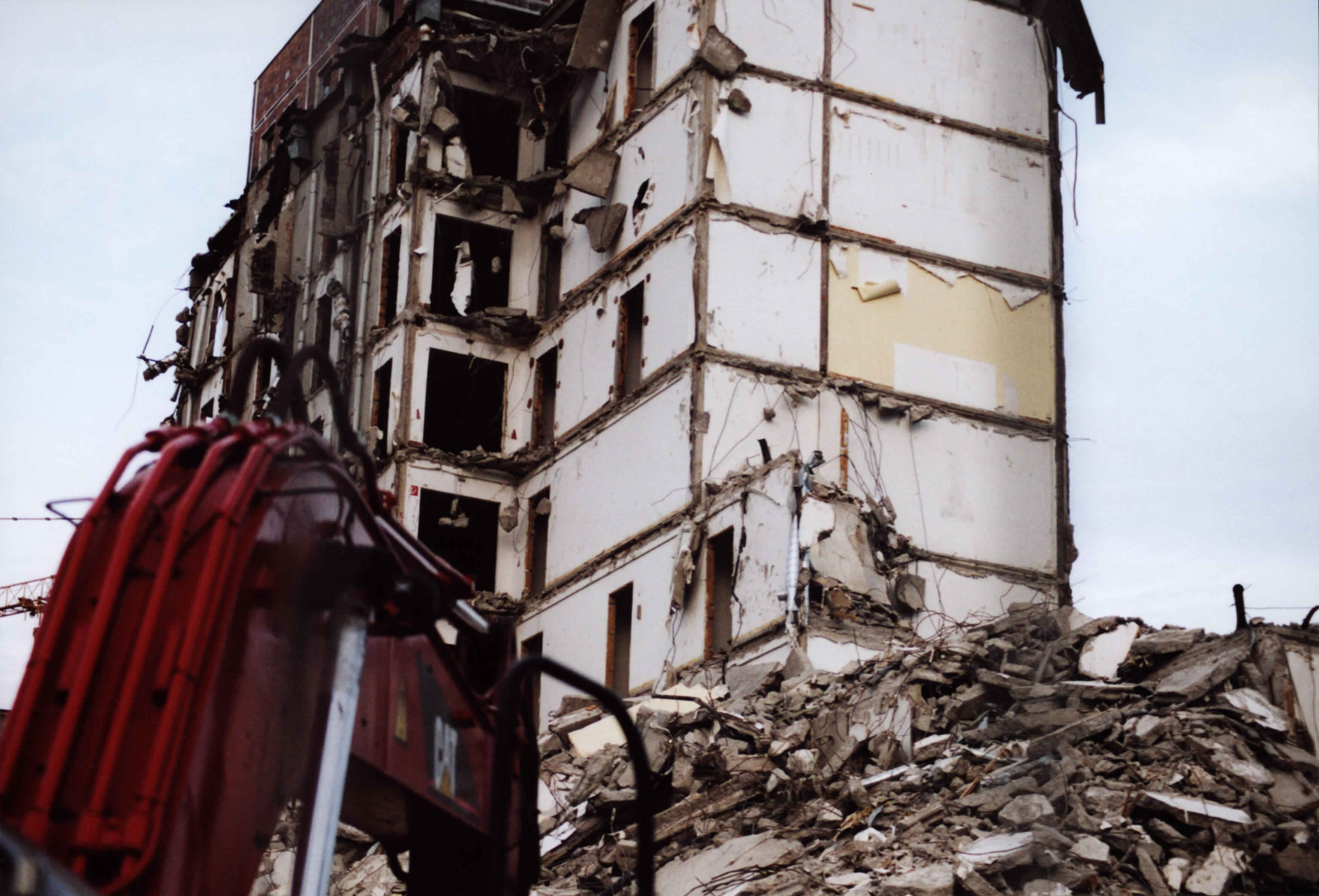
Abriss von Plattenbauten in den 1990er Jahren, hier des alten Warnowhotels in der Innenstadt

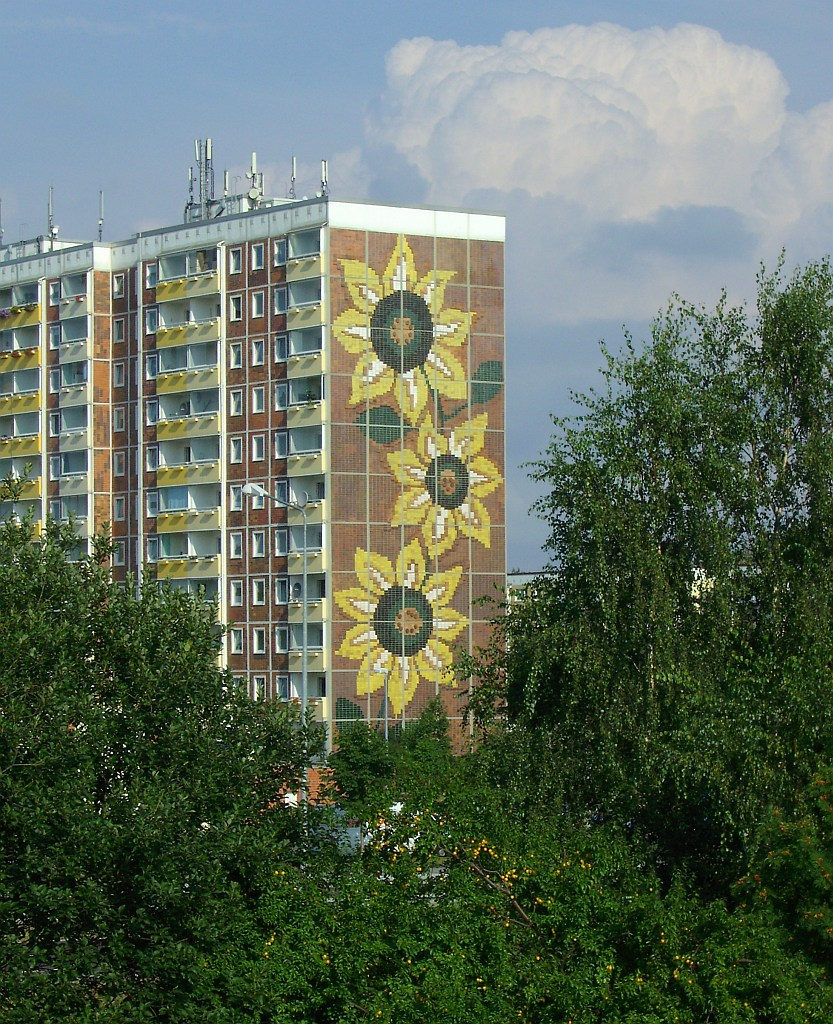
Das Sonnenblumenhaus in der Plattenbausiedlung Rostock-Lichtenhagen

Mit der politischen Wende 1989 und der deutschen Wiedervereinigung 1990 erlebte die Stadt wichtige Veränderungen. Am deutlichsten war zunächst ein starker Bevölkerungsrückgang um ungefähr 50.000 Einwohner, der erst knapp 15 Jahre später zum Stillstand kam. Gleichzeitig verloren viele Menschen, wie in der ganzen Region, Arbeitsplätze, neue konnten aufgrund fehlender wirtschaftlicher Strukturen nicht schnell genug entstehen.
Als ein Tiefpunkt dieser Zeit müssen die ausländerfeindlichen Ausschreitungen von Lichtenhagen im August 1992 gewertet werden. Vom  22. bis 26. August 1992 kam es zu gewalttätigen Übergriffen gegen die Zentrale Aufnahmestelle für Asylbewerber und ein Wohnheim für ehemalige vietnamesische Vertragsarbeiter, das mit Molotowcocktails in Brand gesteckt wurde. Die Ausschreitungen von Lichtenhagen, an denen sich mehrere hundert teilweise rechtsextreme Randalierer und bis zu 3.000 applaudierende Zuschauer beteiligten, waren die massivsten fremdenfeindlich motivierten Übergriffe der deutschen Nachkriegsgeschichte. Eine gesellschaftliche Antwort Rostocks darauf war die Initiative „Bunt statt Braun“.
Seit 1990 wurde viel in der Stadt gebaut: Der Historische Stadtkern wurde unter anderem aus Mitteln der Städtebauförderung und dem Programm zum Städtebaulichen Denkmalschutz gründlich saniert. Gebäude, die vor dem Verfall standen, wurden gerettet. Die Infrastruktur wurde erneuert und als ein wichtiges, sichtbares Zeichen für den Neuanfang erhielt St. Petri seinen neu errichteten Turmhelm, der mit Städtebauförderungsmitteln, Mitteln der Kirche und aus Spendengeldern vieler Rostocker Bürger finanziert worden ist. Ein behutsamer Umbau und Rückbau in den Plattenbaugebieten (vor allem in den Ortsteilen Dierkow, Toitenwinkel, Evershagen, Groß Klein und Schmarl) wurde zusammen mit Verbesserungen des Wohnumfelds im Rahmen der Programme „Aufwertung“, „Stadtumbau-Ost“ und „Die Soziale Stadt“ durchgeführt, um unter anderem einem Leerstand von Wohnungen entgegenzuwirken.

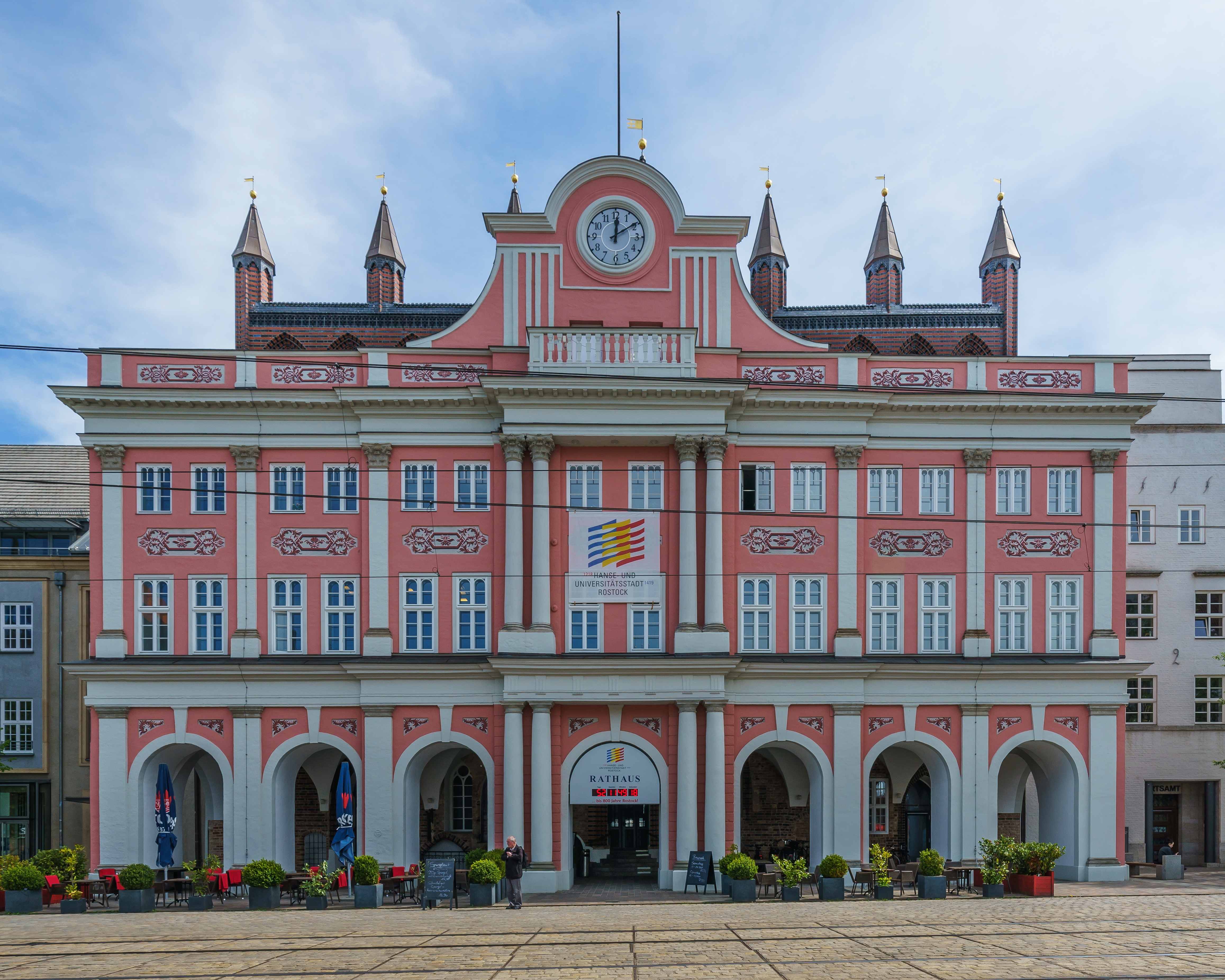
Das gotische Rathaus mit barockem Vorbau, Sitz der Bürgerschaft und des Bürgermeisters.

Die 1990er Jahre waren von einer wirtschaftlichen Konsolidierung, aber auch von emotionalen Auseinandersetzungen mit der Politik des Landes und des Bundes um Kürzungen der Finanzierung vor allem in der Wissenschaft und in der Kultur geprägt. So war die Universität gezwungen, traditionsreiche Fakultäten zu schließen. Die Stadt war hoch verschuldet und kämpfte um ihre Verwaltungsautonomie. Daher wurden einige umfangreiche strukturelle Reformen in der Stadt, aber auch der Verwaltung des Landes Mecklenburg-Vorpommern unternommen, die zu mehr Effizienz führen sollen.
Eine wichtige Rolle für die stärkere Identifizierung der Bevölkerung mit ihrer Stadt errang die jährliche maritime Großveranstaltung Hanse Sail.

## 21. Jahrhundert
2003 richtete Rostock die Internationale Gartenschau (IGA) aus. Die Finanzierung endete mit einem erheblichen Verlust für die Stadt, die mit zum Rücktritt 2004 des verantwortlichen Bürgermeisters Arno Pöker (SPD) beitrug. Die Dominanz der SPD in der Stadt ging vorerst verloren, die beiden folgenden Bürgermeister waren parteilos, so zuerst Roland Methling, der die Verschuldung erfolgreich begrenzen konnte. Überregional bekannt wurde Claus Madsen, der erste Bürgermeister einer deutschen Großstadt dänischer Nationalität. Seine Haltung in der Corona-Epidemie vertrat er offensiv in mehreren Talk-Shows. Für Rostock blamabel war seine Absage der zweiten IGA 2025 aus finanziellen Gründen und Planungsverzögerungen, bevor er als Wirtschaftsminister nach Schleswig-Holstein wechselte. Seine Nachfolgerin wurde 2022 Eva-Maria Kröger (Linke), die ihren Erfolg auch mit dem Verzicht auf Prestigebauprojekte errang. Ungelöst blieben die Finanzierung des Neubaus der Spielstätte für das Volkstheater sowie des Landesmuseums für Archäologie, um dessen Ansiedlung Rostock sich erfolgreich im Wettbewerb gegen Konkurrenten durchgesetzt hatte.

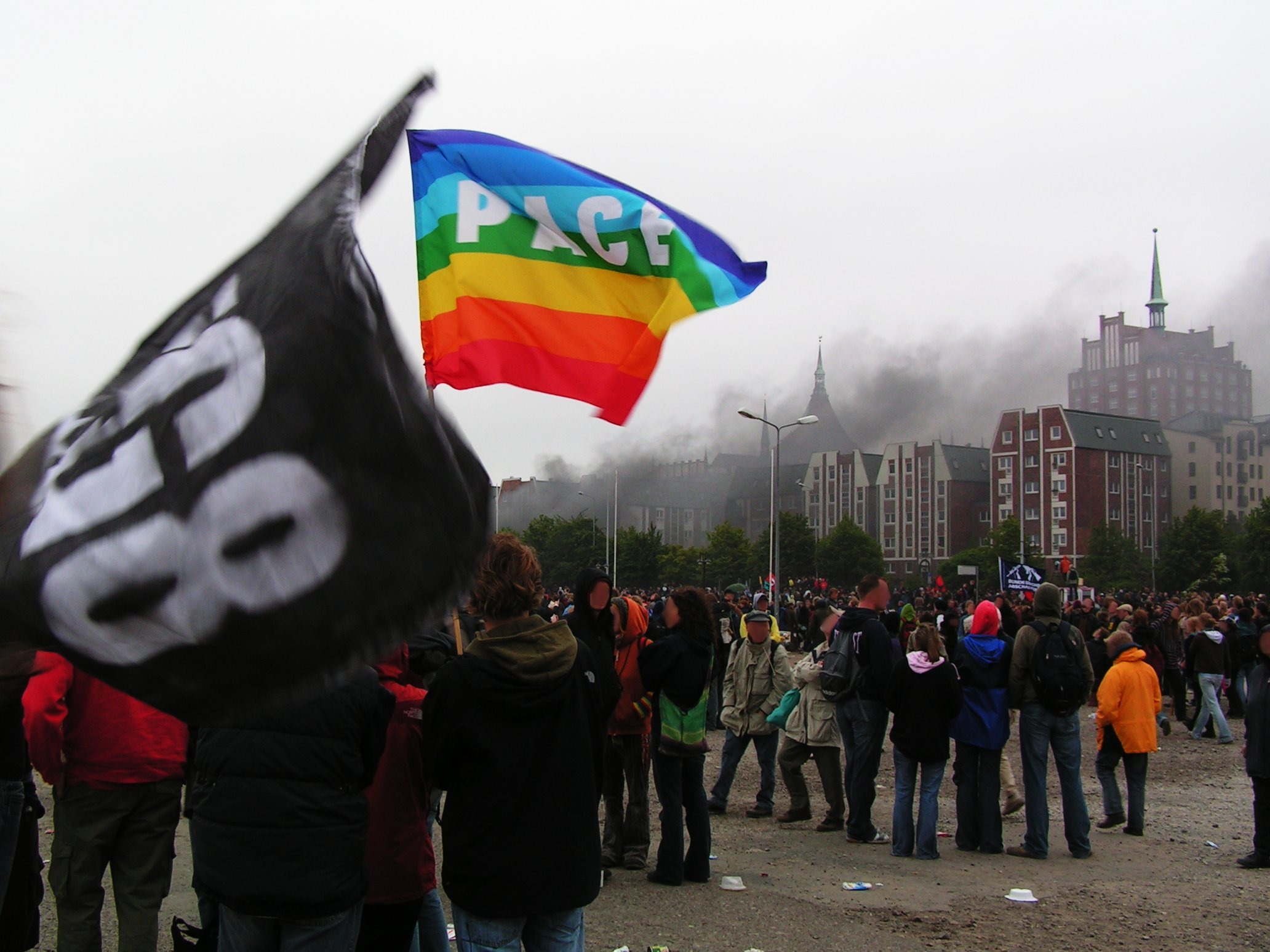
Auseinandersetzungen zwischen Demonstranten und der Polizei am 2. Juni 2007 während einer Demonstration im Rostocker Stadthafen gegen den Weltwirtschaftsgipfel der G8

In den Blickpunkt der internationalen Öffentlichkeit geriet Rostock Anfang Juni 2007 mit dem Weltwirtschaftsgipfel der G8 im westlich gelegenen Seebad Heiligendamm. Ein großer Teil der Begleitveranstaltungen fand in Rostock statt, so der Alternativgipfel und zahlreiche Demonstrationen. Am Rande der Auftaktdemonstration am 2. Juni kam es zu Ausschreitungen radikaler Autonomer des Schwarzen Blocks, bei denen nach offiziellen Angaben rund 1000 Personen verletzt wurden, vorwiegend durch Steinwürfe und den Einsatz von Wasserwerfern. Als bedeutendes Segelrevier wurde Warnemünde bei der gemeinsamen Bewerbung mit Leipzig um die Austragung der Olympischen Sommerspiele 2012 aufgewertet, auch wenn die Kandidatur misslang. Die Gewalttätigkeiten der Fans von Hansa Rostock brachten die Stadt aber immer wieder negativ in die Schlagzeilen.
Wirtschaftlich gelang eine Konsolidierung, die auch vom Boom des Schiffsbaus (Genting-Konzern) und Betriebs (AIDA) von Kreuzfahrtschiffen in Rostock begünstigt wurde. Liebherr und Centogene sind erfolgreiche Ansiedlungen. In der Corona-Epidemie wurde diese günstige Phase unterbrochen. Die Umstrukturierung der Bundesmarine brachte für Rostock einen Zugewinn an Personal: Das Flottenkommando wurde aus Schleswig-Holstein 2012 hierher als neues Marinekommando verlegt. Die Werft wird von der Bundesmarine weiterbetrieben.

## Dokumentationen
Der Wiederaufbau in Rostock wurde 1967 in einem Schulbuch Komm, sing mit für Musik für die 1. bis 4. Klasse  dokumentiert mit: "Zur gleichen Melodie singen Rostocker Kinder: 1. Wer will fleißige Arbeiter sehn, der muß zu unserm Hafen gehn. Stein auf Stein, Stein auf Stein, der Hafen wird bald fertig sein. 2. „Wer will fleissige Arbeiter sehn, muß zu unsern Werften gehn. Hämmern, Schweißen, noch ein Griff, wieder fertig ist ein Schiff.“ 3. „Wer will fleißige Arbeiter sehn, muß sich unsre Stadt ansehn. Überall, wohin man schaut, überall wird aufgebaut.“